# クリント・イーストウッド
クリント・イーストウッド（Clint Eastwood、1930年5月31日 - ）は、アメリカ合衆国出身の俳優、映画監督、映画プロデューサー、作曲家、元政治家。
俳優として数多くの西部劇やアクション映画に出演。自身最大の当たり役であるハリー・キャラハン役を演じた『ダーティハリー』シリーズでスーパースターの地位を不動のものとした。監督としても『許されざる者』『ミリオンダラー・ベイビー』でアカデミー作品賞とアカデミー監督賞を2度受賞するなど、ハリウッドで長年活躍してきた俳優、映画監督である。また、カリフォルニア州カーメル市長を1期（2年間）務めた。

## 来歴

### 生い立ち

#### 幼少期

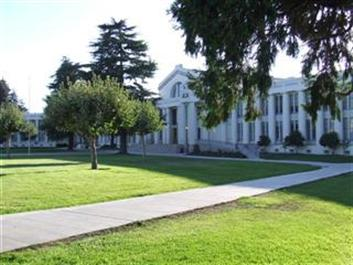
オークランド・テクニカル・ハイスクール

カリフォルニア州サンフランシスコのサンフランシスコ記念病院で、クリントン・イーストウッド・シニアとマーガレット・ルースの息子として生まれる。体重が5.16キログラムの大きな赤ん坊だったため、看護師たちから「サムソン」と名付けられた。イーストウッドはイングランド・アイルランド・スコットランド・オランダの血を引いている。国勢調査の記録によると、父クリントン・シニアは1930年代に西海岸の各地で、セールスマンや探偵などの仕事を転々としながら家族を養っていたという。1940年にイーストウッド家はサンフランシスコ郡ピートモンドに移住し、イーストウッドが成人するまで同地で生活した。イーストウッドはインタビューで、世界恐慌を引き合いに出して幼少期の生活が苦しかったことを度々示唆しているが、ソンドラ・ロックはこれに対して「彼の家は決して貧しくはありませんでした。イーストウッド家は町の豊かな地区に暮らし、家にはプールがあり、家族一人一人が車を所有しており、カントリークラブにも加入していました」と主張している。
イーストウッドは、成績不良でサマースクールに通う必要があったという。彼は運動能力と音楽の才能は高く評価されていたが、成績不振のために転校を余儀なくされている。学校ではバスケットボール選手としての能力を期待されるほどだったが、イーストウッド自身はテニスやゴルフなどの個人競技に興味があり、現在でもこれらを趣味としている。オークランド・テクニカル・ハイスクールに転校したイーストウッドは、そこで教師から演劇サークルに参加するように勧められたが、彼は演劇に興味がなかったため断っている。イーストウッドは、この頃は「速い車と尻軽女にしか興味がなかった」と語っている。ハイスクールでは自動車整備コースを受講し、自動車と航空機のエンジンの組み立てと航空機のメンテナンスを研究していた。イーストウッドは1949年1月に卒業する予定だったが、実際に卒業したかは不明である。伝記作家のパトリック・マクギリガンは、「卒業記録は厳格な守秘義務に守られている」と述べている。イーストウッドの友人たちも「彼が学校の中で過ごしていたとは思わない。彼は他の場所で楽しい時間を過ごしていた」「彼が卒業したとは思えない」と語っている。

#### 青年期
1949年にクリント・シニアはシアトルの工場で働き始める。イーストウッドはマリブのハウス・パーティーに参加した際に映画監督のハワード・ホークスとジョン・フォードに出会い、その後の彼に大きな影響を与えた。その後、イーストウッドはシアトルに移住し、オレゴン州スプリングフィールドのパルプ工場で父と共に働き始める。また、ライフガードとしても働いている。1951年にアメリカ陸軍に召集されてフォート・オードに派遣され、訓練時のライフガードとして勤務する。同年9月30日、イーストウッドの搭乗していたA-1が、サンフランシスコ近郊の海に墜落する事故が発生した。イーストウッドとパイロットは無傷で海岸に辿り着いたが、彼はこの事故を振り返り「死ぬかもしれないと思った。しかし、私は海岸のライトを見ながら泳ぎ続けた」と語っている。彼は陸軍に在籍中に、後に俳優として成功するリチャード・ロング、マーティン・ミルナー、デビッド・ジャンセンと友人になっている。
1952年春にシアトルに戻りライフガードの仕事をするが、生活費に乏しく友人もいなかったためロサンゼルスに移住し、ビバリーヒルズでアパート経営をしながら夜間はガソリンスタンドで働いた。1953年6月にブラインドデートで22歳の秘書マーガレット・ネヴィル・ジョンソンと出会う。二人はクリスマスの直前に結婚し、カーメル・バイ・ザ・シーにハネムーンに向かった。その後、イーストウッドは映画に出演する傍ら、短期間ロサンゼルス・シティー・カレッジに通い、住宅用プールの土台を掘る仕事をしながら生活していた。

### 俳優人生の出発

#### 映画界への進出
ユニバーサル映画の記録によると、フォート・オードでの撮影中にイーストウッドを見かけたエージェントが、監督に会うように勧めたとされるが、彼の伝記では同地に滞在していたチャック・ヒルという人物がハリウッドに彼を紹介したとされる。ヒルはロサンゼルスでイーストウッドと出会って以降親しい関係となり、彼の才能を見込んでカメラマンのアーヴィング・グラスバーグに紹介した。グラスバーグは、イーストウッドに対して「伝統的に映画で成功していったハンサムな若者の一種」と好感を抱き、監督のアーサー・ルビンに、イーストウッドのアルバイト先のガソリンスタンドで彼に会うように依頼した。イーストウッドに会ったルビンも、グラスバーグと同様に「背が高く身体が細く、とてもハンサムだ」と好印象を抱いた。
ルビンは早速オーディションの手配をするが、「彼は素人だ。どの道に進み、何をするのか分かっていなかった」と述べており、イーストウッドの売り込みにそれほど熱心ではなかった。それでもルビンは希望を持つようにイーストウッドを励ましてドラマの養成コースに参加させ、イーストウッドは1954年4月に週給100ドルでユニバーサルと契約を結んだ。イーストウッドの妻マーガレットを含むハリウッド業界の人間は、「ルビンは同性愛者で、イーストウッドと性的な関係を持っていた」と疑っていた。ユニバーサルとの契約後、イーストウッドは端役として役をこなすが、時にはスタッフの前で全裸で演技をすることもあった。仕事を始めた当初、イーストウッドは素っ気ない演技しかできず、スタッフからの評判は芳しくなかった。俳優仲間のジョン・サクソンは、「一種の干し草のようなもの……薄い喉仏で、台詞を言うのが遅く、非常に不気味だった」と述べている。イーストウッドはユーモアのセンスがあり、女優が出演しない映画では演技できたが、主役に選ばれることはなく、初期の活動の成功には結び付かなかった。

#### 駆け出し時代

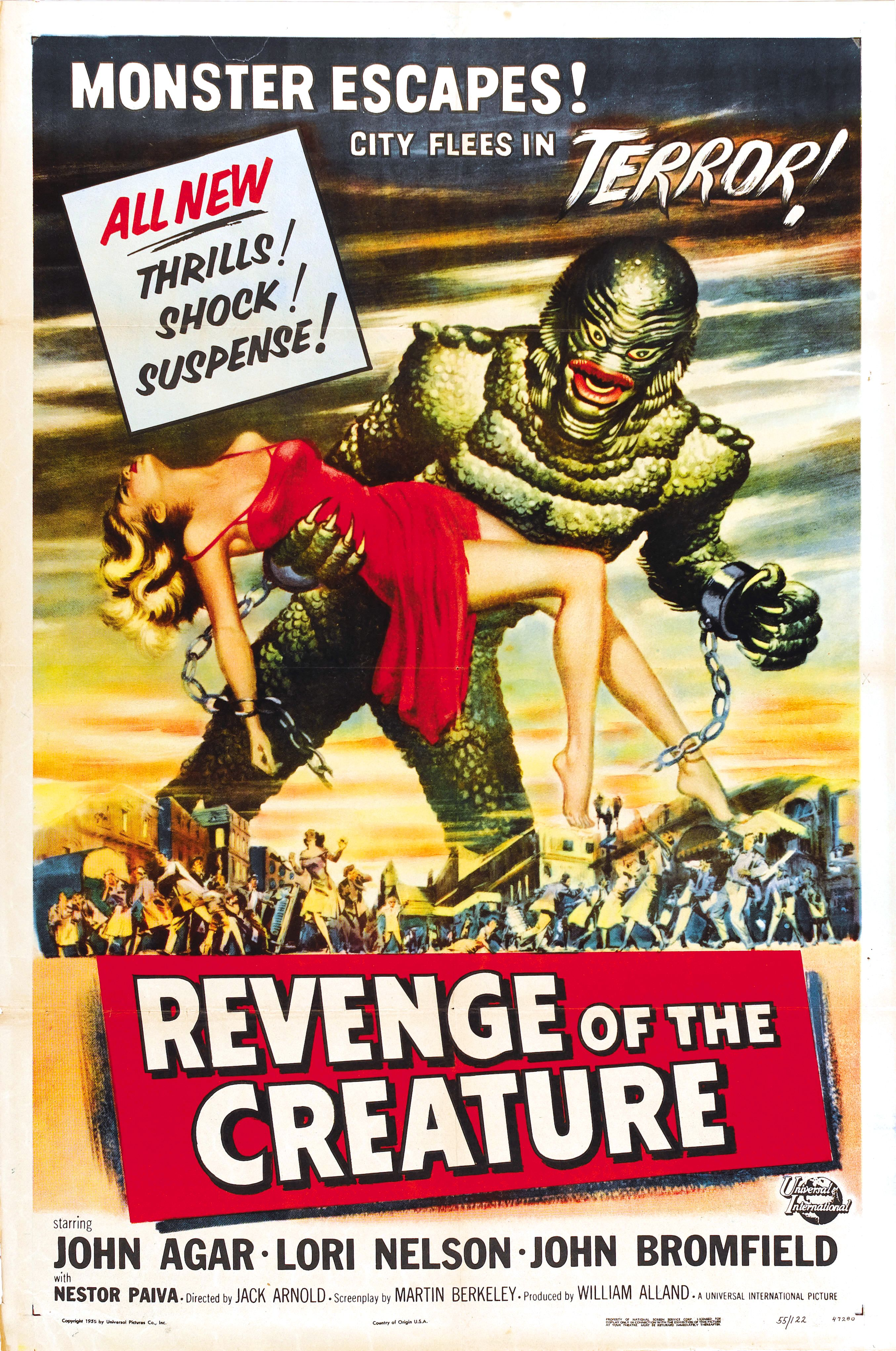
俳優デビュー作『半魚人の逆襲』のポスター

1954年5月、イーストウッドは『六つの橋を渡る男』の強盗役のオーディションに参加したが、監督のジョゼフ・ペフニーは彼の演技に感銘を受けず、結果は落選となった。その後、立て続けに『ブリガドーン』『The Constant Nymph』『進め!ベンガル連隊』『七年目の浮気』『異教徒の旗印』『Smoke Signal』『Abbott and Costello Meet the Keystone Kops』のオーディションを受けるが、全て落選している。最終的にジャック・アーノルドの『大アマゾンの半魚人』の続編である『半魚人の逆襲』で端役をもらい映画デビューを果たした。イーストウッドに与えられた役は「研究員ジェニングス」という役で、1954年7月30日にユニバーサル映画第16スタジオで撮影が行われたが、彼が出演しない主要シーンはフロリダ州マリネランドで撮影された。その後、イーストウッドはマーガレットと共にアパートを引き払い、ユニバーサル通りのアパートに引っ越したが、このアパートには女優のギア・スカラとリリー・カーデルも住んでいた。このアパートにはアニタ・エクバーグが水着の写真撮影を行ったプールがあり、イーストウッドは水泳で身体を鍛えた。
1955年2月、イーストウッドはルビンの『Francis in the Navy』に端役として出演して週給が300ドルに上がり、9月には『Lady Godiva of Coventry』に端役として3週間撮影に参加した。その後、再びアーノルドが監督した『世紀の怪物/タランチュラの襲撃』に戦闘機隊長役で出演した。同年5月には『ネバー・セイ・グッドバイ』の撮影に4時間参加し、8月には『Star in the Dust』に牧童役として西部劇映画に初出演した。7月2日にはテレビドラマ『Allen in Movieland』に初出演したが、10月25日にディレクターのロバート・パーマーによってユニバーサル映画から解雇された。イーストウッドはパーマーの仕打ちを忘れず、後にマルパソ・プロダクションを設立した際に、入社を求めたパーマーを門前払いしている。
イーストウッドは俳優仲間のベティ・ジェーン・ハウワースからの助言を受け、アダム・ウェストやリチャード・ロングの代理人を務めていたマーシュ・エージェンシーの広報担当者に接触した。同時期、イーストウッドはルビンの『The First Traveling Saleslady』に出演している。イーストウッドとルビンの関係はその後も続き、『二人の可愛い逃亡者』や1960年代に彼が製作したテレビドラマに度々出演しているが、彼が俳優として成功した後は疎遠となり、『許されざる者』でオスカーを受賞した時まで再会することはなかった。この時期、ルビンからの出演依頼がイーストウッドの生活を支えていた。1956年1月にはABCのテレビドラマ『Reader's Digest』に出演し、同年後半からはテレビドラマ『ハイウェイ・パトロール』にギャング役で出演している。1957年のテレビドラマ『ウェストポイント』に士官学校生徒役で出演し、同時期に『Wagon Train』『Death Valley Days』にも出演している。1958年に『Navy Log』に海軍士官役で出演し、1959年には『マーベリック』に出演した。
この間、イーストウッドはプール工事など複数の仕事をしながらジムに通いトレーニングをしていた。また、ニック・アダムス、アイリッシュ・マッカラ、ジェイミー・ファーなどの俳優仲間と共にジャック・コスリンの主催する演技教室に通い指導を受けた。この頃、イーストウッドは妻や友人たちと共に夕食に出かけた際に、レストランの前で銃を持った強盗に襲われている。友人たちは逃げようとしたが、イーストウッドはその場に留まり、「引き金を引け。その前にお前たちを殺してやる」と威嚇し、強盗を追い払ったという。別の日には、友人とバーにいた際に船乗りのグループと喧嘩になり、「ハリウッドの馬鹿野郎」と罵られたうえに殴られたため、イーストウッドは船乗りたちに反撃して二人を病院送りにしている。
イーストウッドは『翼よ! あれが巴里の灯だ』の主演オーディションに参加するが、結果は（珍しく製作発表と同時に自らを売り込んだ、当時マネーメイキングスタートップ１０常連でもある）ジェームズ・ステュアートが主演決定、落選した。しかし、彼は『壮烈! 外人部隊』でパイロット役として出演し、『Ambush at Cimarron Pass』では元奴隷キース・ウィリアムズ役として出演した。『Ambush at Cimarron Pass』ではリーガル・フィルムのスタジオで9日間撮影に参加したが、彼はこの映画には不満を感じており、映画が公開された際には「本当に落ち込んだ」と語り、俳優を辞めることを考えたという。

#### 『ローハイド』でのブレイク

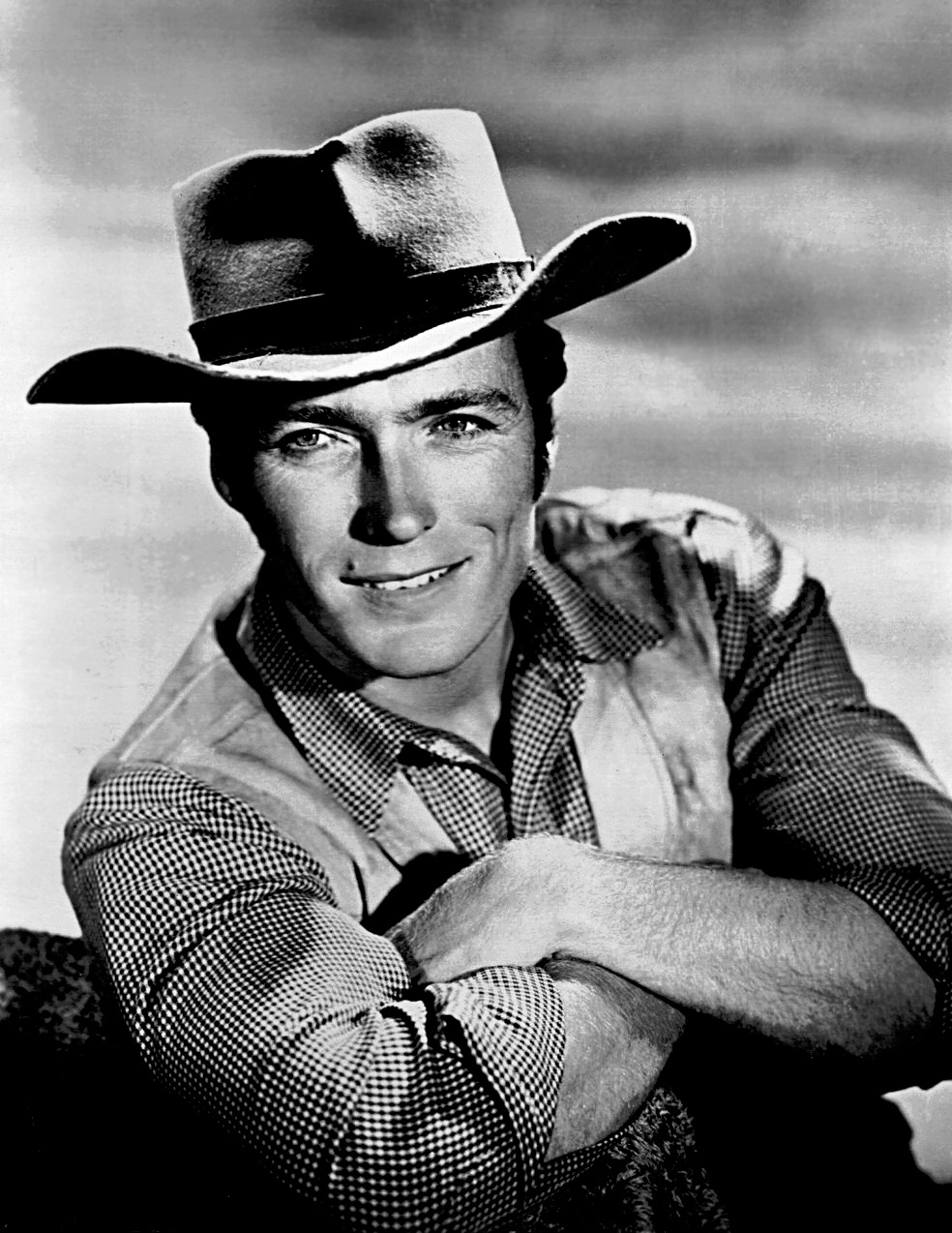
『ローハイド』出演時のイーストウッド

イーストウッドの代理人であるビル・シフリンは、CBSが1時間の西部劇ドラマを製作する話を聞き、彼にスタジオに顔を出すように助言した。イーストウッドは脚本家のソニア・チェルノスと会い、その際にハンドボール選手のロバート・スパークスに出会う。スパークスは「あなたの身長はどれくらいですか」と尋ね、イーストウッドは「6フィート4インチです」と返答した。プロデューサーは事務所にイーストウッドを呼び、後にチャールズ・マーキス・ウォーレンに紹介され、彼の目の前で『牛泥棒』で主演を演じたヘンリー・フォンダの台詞を暗唱させられた。その1週間後、イーストウッドはウォーレンがプロデューサーを務める西部劇テレビシリーズ『ローハイド』への出演が決定し、彼の俳優としてのキャリアの転機となった。
撮影は1958年からアリゾナ州で始まり、イーストウッドはエリック・フレミングが演じるギル・フェイバー隊長の補佐役ロディ・イェーツ副隊長を演じた。二人の間には確執があったとされているが、イーストウッドはこれを否定しており、フレミングが事故死した際には「彼を尊敬していた」とコメントしている。また、イーストウッドはキャリアの転機となった作品自体には満足しているが、ロディ・イェーツというキャラクターについては不満を抱いていた。撮影当時、イーストウッドは28歳で、自身よりも若いロディを演じることに抵抗を感じており、ボーイッシュな彼について「平野の馬鹿」と呼んでいた。共演者のポール・ブラインガーも、「彼（イーストウッド）は10代の青年を演じることに非常に不満を抱いていた」と語っている。
イーストウッドはシフリンとの契約を終了させ、1961年から1963年までの間はレスター・サルコウと代理人契約を結んでいた。サルコウとの契約に関しては、アーヴィング・レナードとフランク・ウェルズが重要な役割を果たし、彼らは1話当たり750ドルの給与をイーストウッドに約束した。イーストウッドは手に入れた給与ですぐに高級車を買おうとしたため、浪費を懸念したレオナルドによって預金を厳しく管理されていた。イーストウッドとマーガレットは質素に暮らしていたが、後にビバリーグレンに家を買い引っ越した。

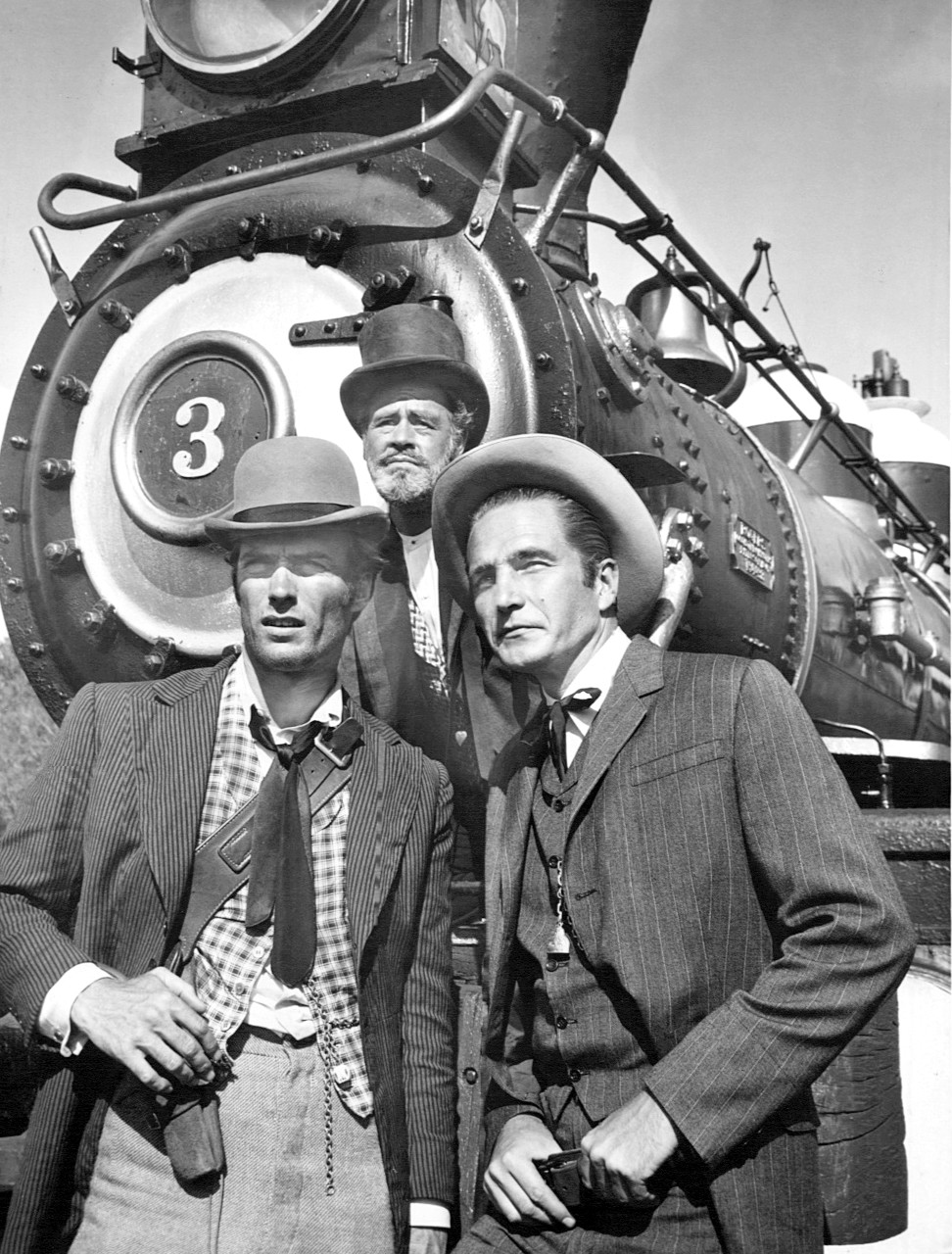
『ローハイド』出演時のイーストウッド、フレミング、ブラインガー

『ローハイド』は放送開始から3週間で番組ランキングのトップ20にランクインする人気番組となった。その後も人気は上昇し、1960年10月から1961年4月までの番組ランキングで6位となっている。しかし、撮影はハードで、イーストウッドは最初の年の4月から7月の間は週6日間、1日平均12時間撮影に参加していた。また、一部のディレクターからは「外見頼りで十分な演技が出来ていない」という批判も受けた。ジャーナリストのジーン・ファウラー・ジュニアからは「演技が不自然」、共演者のトミー・カーは「彼は怠け者だ。毎朝30分から1時間は遅刻して来るので、朝一の撮影を一緒に演じたことがない」と語っている。この遅刻癖について、共演者のカレン・シャープは「女性関係が原因の可能性がある」と語っており、彼女によるとイーストウッドは既婚女性と共にトレーラーの中に引きこもり、疲れた様子で午後の撮影に参加していたという。イーストウッドは『ローハイド』の出演を通して俳優としての素質を開花させ、ユーモアと情緒的ニュアンスのバランスの取れた演技を習得したが、スタッフや共演者からは、その成長を気付かれることはなかった。
イーストウッドは多忙なスケジュールの中で『ローハイド』の曲「A Drover's Life」「Beyond the Sun」のレコーディングを行い、音楽にも熱意を見せた。彼はジャズの他に、カントリーソングやウェスタンソングにも関心を持っていた。1963年に作詞家のカル・マンは、「歌手としては大した成功はしない」と述べたが、イーストウッドは撮影のオフシーズン中にブラインガー、シェブ・ウーリーと共に音楽フェスティバルに参加し、1万5,000ドルを稼いでいる。
第3シーズンの撮影が始まった頃、ハリウッドの記者たちは、「イーストウッドに疲れが見えている」と憶測し始めたが、イーストウッドはこの間も様々なテレビドラマに精力的に出演している。『ローハイド』はロン・チェイニー・ジュニア、メアリー・アスター、ラルフ・ベラミー、バージェス・メレディス、ディーン・マーティン、バーバラ・スタンウィックなどの人気俳優が出演し人気を維持したが、1963年末には脚本に新鮮味が薄れ人気に陰りが見え始めた。シリーズは1965年まで続いたが、イーストウッドのキャリアは1963年後半に転換することになる。

### ドル箱三部作

#### 『荒野の用心棒』

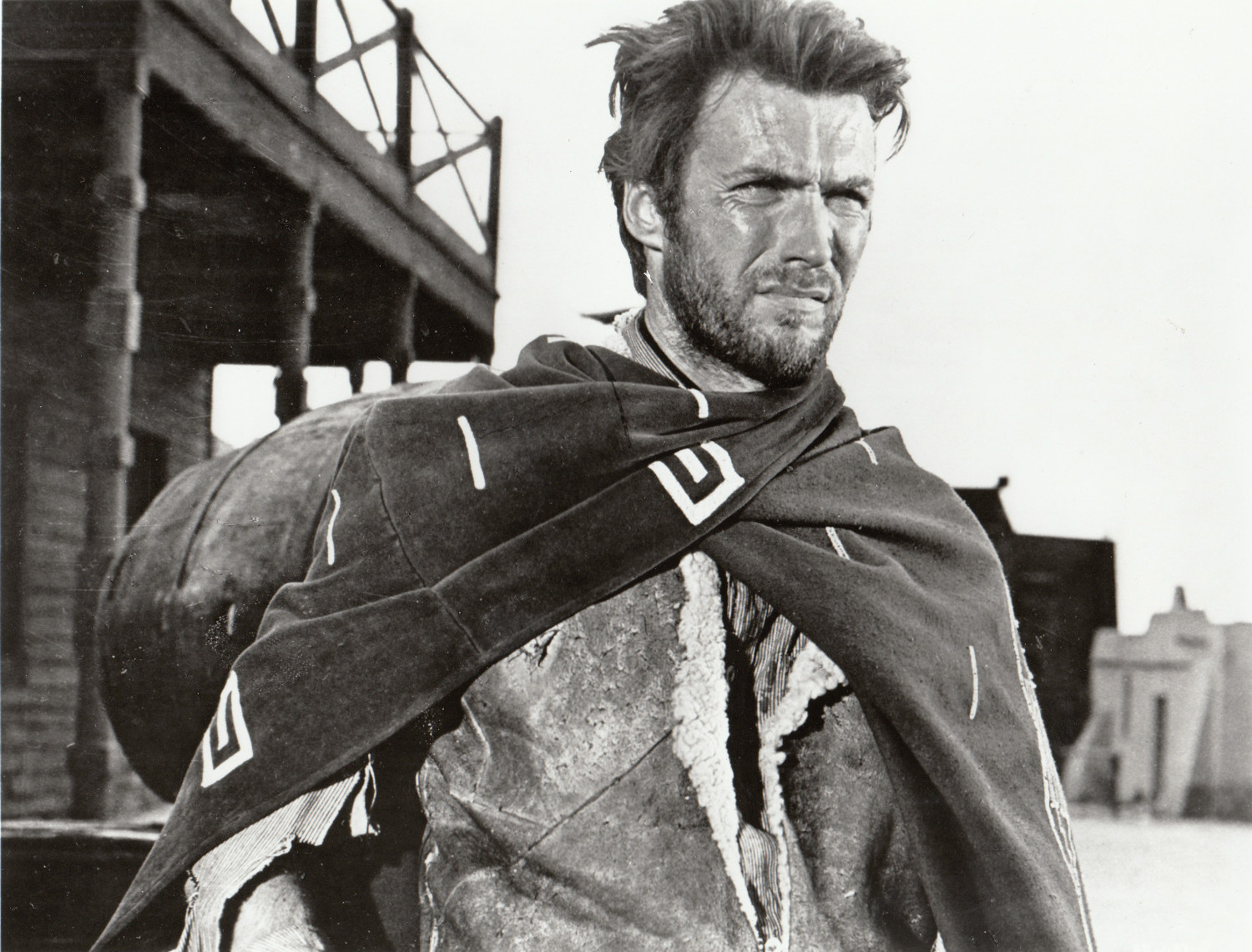
『荒野の用心棒』出演時のイーストウッド

1963年後半、当時は無名に近かった映画監督セルジオ・レオーネから、フレミングに対してスペインで撮影する西部劇映画『The Magnificent Stranger』（『荒野の用心棒』の前段階の題名）への出演がオファーされる。しかし、出演料が安かったことや、ハリウッドの大作映画への出演を望んでいたことから、フレミングはオファーを断った。レオーネは、フレミングの他にチャールズ・ブロンソン、スティーヴ・リーヴス、リチャード・ハリソン、フランク・ウォルフ、ヘンリー・フォンダ、ジェームズ・コバーン、タイ・ハーディンにも主演のオファーをしたが、いずれも断られている。プロデューサーはより出演料の安い俳優のリストを作成してハリソンに助言を求め、彼はカウボーイを演じ切れる人物としてイーストウッドを推薦した。ハリソンは後に「私の映画界への最大の貢献は、『荒野の用心棒』に出演しなかったことと、イーストウッドを推薦したことです」と述べている。レオーネは、ローマのウィリアム・モリス・エージェンシーのエージェントであるクラウディオ・サルトリの助言を受けて『ローハイド』第91話を視聴した。レオーネはフレミングの演技を見ようとしたが、イーストウッドの演技を見て「私を何よりも魅了したのは、クリントの外見でした。彼はフレミングから演技の全てを盗み、その怠惰な姿はハッキリと見えました」とコメントした。
出演オファーは、レナードを通じてイーストウッドに伝えられた。しかし、レナードは出演に反対したため、1950年代からイーストウッドを支援してきたマーシュ・エージェンシーのルース・マーシュとマーガレットは、レナードを出し抜こうと計画し、マーシュ・エージェンシーのイタリア仲介業者であるジョリー・フィルムに連絡を取った。当初、イーストウッドは『ローハイド』の出演に疲れ果てており、数か月間休暇を取りゴルフをして気分転換をしたいと考えていたため、出演に難色を示した。しかし、イーストウッドは脚本を10ページ読んだところで、映画が黒澤明の『用心棒』をモデルにしていることに気付き、脚本は残酷であるが非常に知的であるという感想を抱いた。映画の可能性を感じたレナードも出演を許可し、イーストウッドには11週間の撮影期間と渡航費用1万5,000ドルが与えられた。イーストウッドは映画出演を「『ローハイド』の撮影から逃れて休暇を楽しむ機会」と捉えており、アメリカを出国する前には出演料を当て込んでメルセデス・ベンツの購入契約を結んでいる。

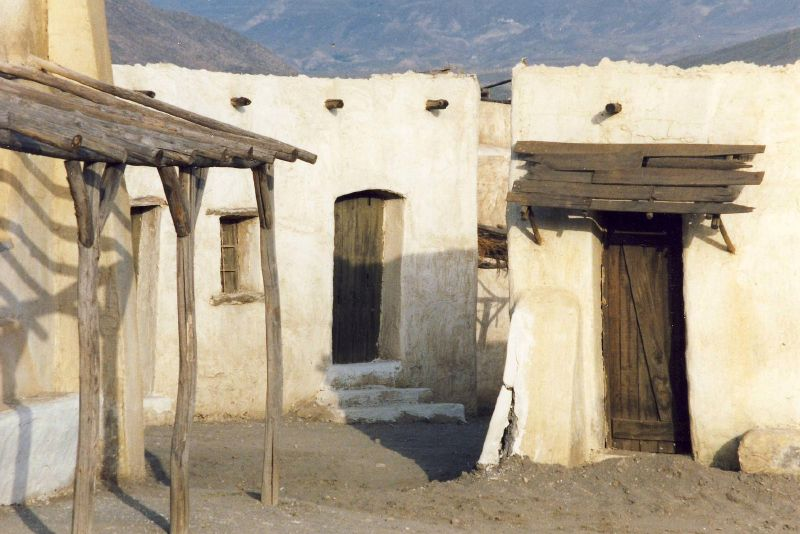
レオーネがスペイン・アルメリアに作った西部劇映画のセット

1964年5月、イーストウッドはローマに到着して映画スタッフや記者と会うが、その場にレオーネはいなかった。その日の午後にレオーネと対面するが、彼はイーストウッドに感銘を受けたものの、アメリカンスタイルの服装には嫌悪感を抱いたという。しかし、レオーネは後に「クリントはアメリカの学生と同じような趣味の悪い服装でやって来たが、私はあまり気にしなかった。私が興味を抱いたのは、彼の顔と、彼が歩む道でした」と述べている。イーストウッドはハリウッド・ブルーバードで購入した黒のジーンズ、サンタモニカで購入した帽子、ブレスレットを身に付けて撮影に臨んだ。また、トレードマークの黒い葉巻はビバリーヒルズから取り寄せたものだが、イーストウッドは煙草を吸わないため煙の臭いを嫌っていた。レオーネはこの姿を「名無しの男」のイメージとして強調した。製作にはイタリア・スペイン・西ドイツが参加していたため、現場では複数の言語が飛び交う状況だった。その中で、イーストウッドはイタリア人キャストやスタントマンのベニート・ステファネリィの通訳を担当した。撮影の大半はスペインで行われ、その間、マーガレットはトレド・マドリード・セゴビアを観光して過ごした。
配給会社は、無名の監督であるレオーネの映画には関心を抱かず、映画の売り上げが悪い9月に映画を公開させた。『荒野の用心棒』はイタリアの批評家からは酷評されたが、人気は徐々に高まりイタリアで400万ドルの収益を上げた。しかし、レオーネたちが東宝から「無許可によるリメイク」として訴訟を起こされたため、アメリカでは1967年まで公開されなかった。このため、アメリカではイーストウッドの知名度には変化が見られず、また、ハリウッドではイタリア映画への出演に偏見があったため、彼のキャリアも一段低いものに見られていた。

#### 『夕陽のガンマン』
レオーネは再びイーストウッドを主演に雇い、『夕陽のガンマン』を製作した。しかし、前作の製作会社ジョリー・プロダクションと資金を巡りトラブルになったため、レオーネはアルベルト・グリマルディと共に製作を進めた。グリマルディは製作費として35万ドルを支出し、ルチアーノ・ヴィンチェンツォーニは9日間かけて「麻薬中毒者の銀行強盗犯を追う二人の賞金稼ぎ」という内容の脚本を書き上げた。イーストウッドには5万ドルとファーストクラスの航空券が支給されたが、彼は前作で葉巻を吸って気分が悪くなったこともあり、再び映画で葉巻を吸うことになるのを嫌がったという。撮影は1965年の春から夏にかけて行われ、ローマの映画スタジオで撮影した後、スペインに向かい撮影を続けた。撮影中、イーストウッドはヴィンチェンツォーニと親しくなり、イタリア料理を楽しみながら女性客から注目を浴びる日々を過ごしていた。ヴィンチェンツォーニは英語が堪能で、レオーネを連れてローマの映画館に向かい、そこでアメリカ映画界の重鎮であるアーサー・クリムとアーノルド・ピッカーに売り込んだ。二人は映画の内容に満足し、『夕陽のガンマン』と構想中の次回作の権利を買い取り90万ドルの契約を結び、前金として50万ドルを渡した。
同じ頃、『ローハイド』はフレミングが降板し、番組自体も『コンバット!』の人気に押されて放送が終了した。放送終了後、イーストウッドはディノ・デ・ラウレンティスと会い、彼の妻シルヴァーナ・マンガーノが主演を務める『華やかな魔女たち』への出演契約を結んだ。1966年後半にローマを訪れたイーストウッドは、2万ドルの出演料を受け取り、新しいフェラーリを購入している。映画は短編で、イーストウッドが出演したのは第5話「またもやいつもの通りの」の自堕落な夫役であり、ニューヨーク・タイムズからは「パフォーマンスが全くない」と批判された。この後、イーストウッドはパリを訪れ、「またもやいつもの通りの」で監督を務めたヴィットリオ・デ・シーカと共に『夕陽のガンマン』の宣伝を行った。彼はフランスでの人気を確立しており、「新しいゲイリー・クーパー」と呼ばれていた。パリでは俳優のピエール・ルシエントやカトリーヌ・ドヌーヴと交流した。

#### 『続・夕陽のガンマン』

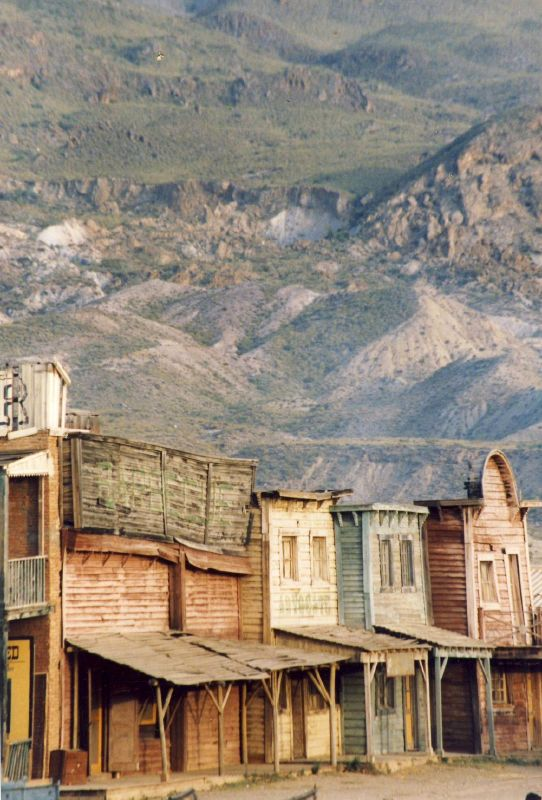
レオーネがスペイン・アルメリアに作った西部劇映画のセット

『夕陽のガンマン』公開の2か月後、イーストウッドはドル箱三部作の最終作『続・夕陽のガンマン』の撮影に入った。主要キャストには前作で共演したリー・ヴァン・クリーフの他にイーライ・ウォラックが起用され、レオーネが引き続き監督を務めた。当初、イーストウッドは脚本に不満を感じ、ウォラックの方が活躍するという懸念を抱いており、レオーネに対して「最初の映画で私は一人でした。次の映画では二人、ここでは三人です。このままいくと、私はいずれ騎兵隊と出演することになるでしょう」と伝えている。最終的に、イーストウッドは出演料25万ドル、フェラーリの新車1台、アメリカ国内収益の10%を受け取ることで出演に同意したが、同時期に彼の広報戦略を巡り、三部作への出演を支援していたマーシュと、彼の影響力を削ごうとするウィリアム・モリス・エージェンシーとレオナルドとの間に対立が起きた。これに対し、イーストウッドはウェルズの助言を受けてマーシュの仕事をマネージャーの職務に限定して影響力を排除し、今後の広報をガットマン&パムのジェリー・パムに任せた。
1966年5月中旬から撮影は始まり、ローマのスタジオで行われた。その後はスペインに移動し、ブルゴス近くの高原とアルメリアで撮影が行われた。この映画では、砲撃にさらされる町や広大な刑務所、南北戦争の戦場など、前二作よりも大規模なセットが必要となり、数百人のスペイン軍兵士がクライマックスシーンの墓地建設のために動員された。撮影監督はトニーノ・デリ・コリが務め、彼は光に注意を払うようにレオーネに促された。橋を爆破するシーンの撮影中、イーストウッドとウォラックは橋の側に隠れている設定だったが、イーストウッドは爆発に巻き込まれる危険性を訴え、「私はこれらのことをよく知っています。爆発物から離れましょう」とウォラックに伝えた。数分後、橋は爆破されたがスタッフがカメラを回していなかったため、レオーネは激怒し、橋も新たに作り直す必要があった。スペイン軍の協力で橋は作り直されたが、この一件で製作費が30万ドル余分にかかってしまった。撮影の合間、イーストウッドはウォラックを連れてマドリードを訪れ、ゴルフの練習をして過ごした。また、『ガンマン無頼』を撮影中だったフランコ・ネロと出会い、交流を深めている。

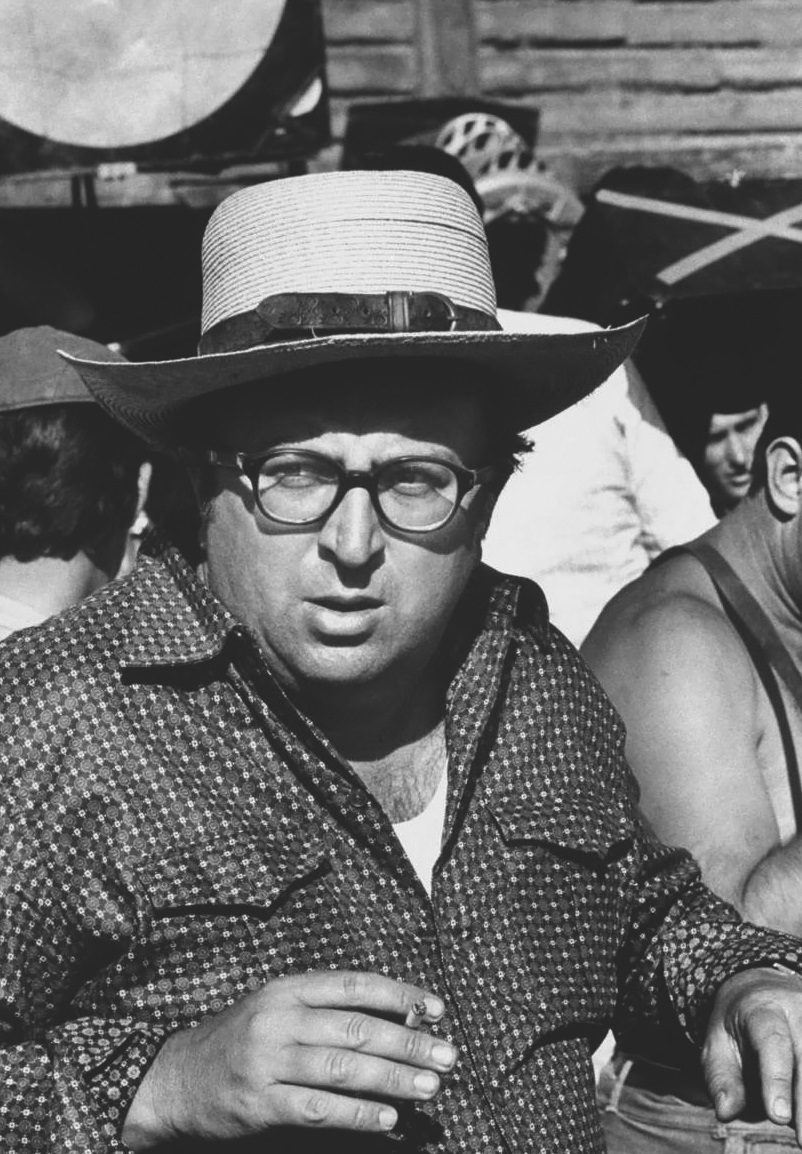
セルジオ・レオーネ

レオーネは様々な角度から同じシーンを何度も撮影することが多く、細部にまでこだわる完璧主義者だったが、そのために出演者は大変な疲労感を味わった。レオーネは大食漢であり、撮影のストレスを食事で癒していた。イーストウッドは、レオーネの大食漢振りを見て「ヨセミテ・サム」とあだ名を付け、彼をジョークのネタにすることで日々のストレスを発散していた。レオーネの映画に出演したのはこれが最後であり、『ウエスタン』への出演依頼が来た際には断っている。レオーネはイーストウッドの自宅に脚本を持って訪れ交渉したが、彼は出演を辞退したため、代わりにチャールズ・ブロンソンが起用された。数年後、レオーネは『ワンス・アポン・ア・タイム・イン・アメリカ』の撮影中に、主演のロバート・デ・ニーロに対して「クリントは爆発と銃撃の間を夢遊病患者のように歩き回り、まるで大理石のように冷静だった。ボビー（デ・ニーロ）は俳優だが、クリントはスターだ。ボビーは苦しむが、クリントは欠伸をする」と語っている。
ドル箱三部作は、1967年までアメリカでは公開されず、三部作は同年に続けて公開された。『続・夕陽のガンマン』はヴァン・クリーフの出演シーンが20分ほどカットされたものの、三部作は興行的に成功し、イーストウッドの俳優としての名声はアメリカ国内でも確立された。しかし、興行的な成功にもかかわらず、三部作は批評家からは酷評された。ニューヨーク・タイムズのレナータ・アドラーは『続・夕陽のガンマン』を「その独特の映画の中で、最も高価で敬虔な忌まわしい映画」と批評し、バラエティは「攻撃的でサディスティックな映画」と批評した。しかし、酷評の中でもヴィンセント・キャンビーやボズレー・クラウザーは、名無しの男を演じるイーストウッドの孤独や涼やかさを表現した演技力を評価している。

### 人気俳優の仲間入り

#### アメリカへの凱旋
1966年と1967年に三部作の英語吹替えに参加したが、イーストウッドはインタビューの中で不満を吐露している。一方、イーストウッドには三部作を通して「タフガイ」のイメージが定着し、レナードは『ローハイド』とレオーネ映画の要素を取り入れた西部劇映画『奴らを高く吊るせ!』の仕事を彼に持ち込んだ。しかし、ウィリアム・モリス・エージェンシーは、より大きな収益が見込める『マッケンナの黄金』に出演させようと考えていたが、イーストウッドは『奴らを高く吊るせ!』の脚本を気に入り、こちらへの出演を希望した。イーストウッドは出演料40万ドルと収益の25%を受け取る契約を結び、牛泥棒の濡れ衣を着せられ殺されそうになるカウボーイ・クーパー役を演じた。
1967年、イーストウッドは三部作で得た資金を基に、レナードの助けを借りて長年憧れていた映画製作会社を設立した。社名は、モントレー郡にあるイーストウッドの邸宅の側を流れる川の名前にちなみ、「マルパソ・プロダクション」と名付けられた。社長にはレナードが就任し、彼はユナイテッド・アーティスツと交渉して『奴らを高く吊るせ!』を共同製作することを実現させた。イーストウッドはインガー・スティーヴンスにヒロイン役をオファーし、彼に好感を抱いた彼女は出演を快諾した。主要キャストにはエド・ベグリー、パット・ヒングル、ベン・ジョンソンなどを起用し、6月からニューメキシコ州ラスクルーセスで撮影が開始された。イーストウッドは製作にも関与し、脚本の一部を変更している。映画は1968年に公開され、ボルチモアでは初日の興行収入が5,241ドルを記録し、当時の007シリーズを上回る興行成績を記録した。また、バラエティの映画ランキングでは5位となり、公開2週間で製作費を回収した。ニューヨーク・ポストなどの批評家からも絶賛され、「質、勇気、危険、興奮を兼ね備えた西部劇」と評価された。

#### ドン・シーゲルとの出会い

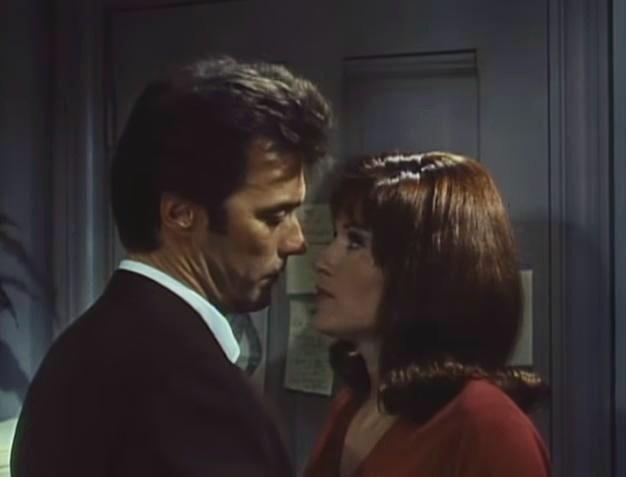
『マンハッタン無宿』出演時のイーストウッド、スーザン・クラーク

『奴らを高く吊るせ!』が公開する前に、イーストウッドは次回作『マンハッタン無宿』の撮影に入っている。この映画は、駆け出し時代に解雇されて以来険悪な関係だったユニバーサル映画からのオファーであり、ユニバーサル側は100万ドルの出演料を提示して和解を求めた。イーストウッドとの交渉はジェニングス・ラングが担当し、彼はイーストウッドと監督のドン・シーゲルとの会談をセッティングした。イーストウッドはシーゲルの映画三作を見て、彼の能力に感銘を受けてオファーを快諾し、これ以降二人は友人となり、映画製作におけるパートナーとなった。出演を決めたイーストウッドは、ハーマン・ミラーが書いた脚本に難色を示し、シーゲルが監督を務めた『Stranger on the Run』で脚本を務めたディーン・リーズナーを脚本チームに迎え入れた。イーストウッドとシーゲルの映画製作は10年以上にわたり、この映画は『ダーティハリー』の原型になった。また、音楽を担当したラロ・シフリンも、後にダーティハリー・シリーズに参加している。
1968年、『荒鷲の要塞』の製作費として85万ドルを支出している。イーストウッドはアリステア・マクリーンの脚本について、「恐ろしい脚本」と述べている。映画はドイツ軍の捕虜となった将軍を救出する連合軍部隊を描き、イーストウッドはリチャード・バートン演じるジョン・スミス少佐の補佐役シェイファー中尉を演じている。1969年には、生涯唯一のミュージカル映画となる『ペンチャー・ワゴン』に出演したが、映画は悪天候が原因で撮影が難航した。同年のクリスマス直前、長年イーストウッドを支えたレナードが死去し、イーストウッドは彼の死にショックを受けた。マルパソ・プロダクションはレナードの遺言によりボブ・デイリーが経営を引き継ぎ、ロイ・カウフマンとハワード・バーンスタインが財務を引き継いだ。

#### 相次ぐヒット作への出演

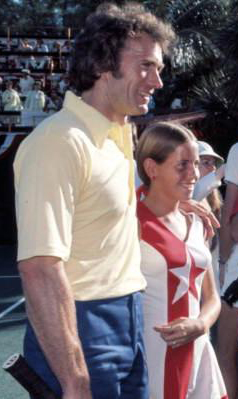
フォートローダーデールのテニス・トーナメントでのイーストウッド（1970年）

1970年、シーゲル監督作品の『真昼の死闘』でシャーリー・マクレーンと共演した。この映画は、イーストウッド演じる流れ者ホーガンとメキシコ第二帝政に抵抗する革命派の娼婦サラを描いた西部劇である。バッド・ベティカーが書き上げた原案をアルバート・マルツが手を加えている。イーストウッド演じるホーガンはタバコを吸いベストを着るなど、彼の演じた名無しの男の再現を意図して設定されている。また、レオーネ映画を模したヒスパニック系だが、彼の映画よりも粗悪で冷淡に描かれている。
撮影には4か月間かかり、製作費は400万ドル投じられた。ニューヨーク・タイムズのロジャー・グリーンスパンは、「私には、この映画が素晴らしいかはわかりません。しかし、それは非常に良いものであり、教養のある映画がそうであるように心に残る映画です」と批評した。スタンリー・カウフマンは「古いハリウッドを維持しようとする試み…娼婦が修道女に変装できる場所。ヒーローは、ベストの下にダイナマイトの棒を隠し持つことができます。全ての物語が一つではなく、二つのキュートな仕上げをしています。それは『アフリカの女王』の西部劇版のようです」と批評している。また、ニューヨーク・タイムズの「ベスト映画1,000」の一本に選ばれている。

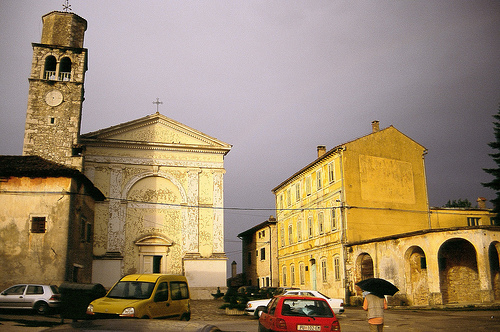
『戦略大作戦』撮影に使用されたヴィジナダの教会前広場

同年にはテリー・サバラス、ドナルド・サザーランドと共演した『戦略大作戦』でも主演を務めた。映画では、イーストウッド演じるアメリカ軍兵士が、仲間と共にナチスの金塊を強奪するアクション・コメディとなっている。また、イーストウッドが出演した最後のマルパソ・プロダクション非参加作品でもある。1969年7月からユーゴスラビアとロンドンで撮影が行われ、数百人のエキストラや爆薬などの危険な特殊効果が導入された。映画のクライマックスでは、ドル箱三部作のエコーが響き、ラロ・シフリンが作曲したエンニオ・モリコーネ風の音楽が流れる中でティーガーIと対決する。映画は高い評価を受けると同時に反戦感情を認められ、Rotten Tomatoesでは83%の支持率を得ている。
1969年末から1970年初頭にかけて、イーストウッドはシーゲルと共に『白い肌の異常な夜』の製作を進めた。この映画は、ラングがトーマス・カリナンの小説をイーストウッドに渡して、映画化の話が進んだ。また、イーストウッドが女性の好意の的となる物語に出演した最初の映画でもある。脚本はマルツが担当していたが、内容を巡りイーストウッドと意見の相違があったため、クロード・トラヴァースが脚本を改訂し、マルツは別名義でクレジットされた。シーゲルによると、映画は「セックス、暴力、復讐」をテーマとし、「男性を骨抜きにする女性の本能的な欲求」を扱っているという。映画はカンヌ国際映画祭で高い評価を受け、ピエール・リシエントがフランス各地で上映するように提案したが、イーストウッドとシーゲルの同意を得たものの、製作側の合意が得られなかった。映画は後にフランス各地で公開され、イーストウッドの傑作の一つに数えられている。しかし、アメリカでは振るわず、興行収入は100万ドルを切った。
1970年7月21日、イーストウッドの父が心臓発作を起こし、64歳で急死した。イーストウッドの祖父は92歳まで生きたため、父の死にショックを受けたという。父の死は「イーストウッドの人生の中で唯一の悪い出来事」と言われ、彼はこれ以降飲酒を控えフィットネスに励むなど体調管理に注意を払い、緊張感をもって暮らすようになった。この頃、イーストウッドはショーン・コネリーの後任としてジェームズ・ボンド役のオファーを受けたが、「ジェームズ・ボンドは英国人俳優が演じなければならない」としてオファーを断ったという。

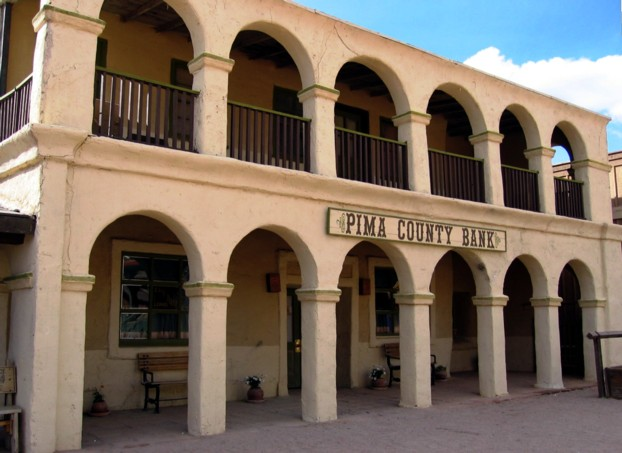
オールド・トゥーソン・スタジオ

1972年にイーストウッドは『シノーラ』に出演した。脚本はエルモア・レナードが担当し、白人地主とメキシコ人農民の荒そうに巻き込まれるガンマンの活躍を描いている。監督には『荒野の七人』のジョン・スタージェスが起用され、1971年11月からオールド・トゥーソン・スタジオで撮影が開始されたが、同時期に『ロイ・ビーン』の撮影とブッキングしている。6月からはヨセミテ国立公園で湖のシーンが撮影された。撮影中、「イーストウッドが馬アレルギーになり、気管支感染の可能性があるなど健康状態が芳しくない」という誤報が流れた。
1973年、イーストウッドはジェフ・ブリッジスとダブル主演となる『サンダーボルト』の製作に参加した。映画のアイディアはウィリアム・モリス・エージェンシーのスタン・ケイマンが考案したものだが、元々は『ダーティハリー2』のためにマイケル・チミノが描いたものだった。イーストウッドはベテラン犯罪者サンダーボルト役、ブリッジスは若手の泥棒ライトフット役でコンビを組み、悪役にはジョージ・ケネディとジェフリー・ルイスが起用された。ワーナーのフランク・ウェルズがマルパソが製作に参加することを拒否したため、イーストウッドはユナイテッド・アーティスツと共同製作した。1974年に公開された映画は悲劇と喜劇が混ざり合った内容が高く評価され、イーストウッド自身も「今回の演技はオスカー賞を受賞する価値がある」と確信するほどの自信を持っていた。しかし、実際にオスカーにノミネートされたのはアカデミー助演男優賞候補に選ばれたブリッジスのみであり、イーストウッドは結果を聞いて憮然としたという。興行収入も3,240万ドルと振るわず、イーストウッドはユナイテッド・アーティスツの製作手法に不満を感じ、「二度とユナイテッド・アーティスツとは仕事をしない」と激怒して契約していた2本の映画製作を取り消している。
1978年に『ダーティファイター』に出演し、コメディタッチな主役を演じる。当初、ジェレミー・ジョー・クロンズバーグの脚本はハリウッドの大手製作会社から相手にされず、マルパソの代理店も映画化には難色を示していた。イーストウッドの秘書ジュディ・ホイトと、イーストウッドの友人フリッツ・マネズを通して、最終的にワーナーが企画を買い取るように説得している。ヒロインには恋人のソンドラ・ロック、主要キャストにはジェフリー・ルイスが起用された。映画に登場する曲はスナッフ・ギャレットが作曲している。映画は当時のイーストウッド出演映画の中で最高の収益を上げ、同時にそれまでのキャリアの中で最も高い評価を受けた。
| 舞台になったアルカトラズ刑務所と撮影用に作られたベンチ |  | 舞台になったアルカトラズ刑務所と撮影用に作られたベンチ |
| 舞台になったアルカトラズ刑務所と撮影用に作られたベンチ |  |                                                        |

1979年、イーストウッドは1962年に発生したフランク・モリスのアルカトラズ島脱獄を映画化した『アルカトラズからの脱出』に出演した。脚本は、J・キャンベル・ブルースが執筆した小説に基きリチャード・タークルが書き上げている。製作はマルパソが担当し、監督にはシーゲルが起用された。しかし、シーゲルは映画を「自分の作品」と主張して映画の権利を10万ドルで買い取ったため、これをきっかけにイーストウッドとシーゲルは決裂してしまう。最終的に映画は「シーゲルとマルパソの共同作品」という形で合意が成立したが、シーゲルはこれ以降イーストウッドと共同で映画を製作することはなくなった。舞台となったアルカトラズ刑務所は50万ドルの費用をかけて復元され現地で撮影されたが、署長室などの一部のシーンはスタジオで撮影されている。映画はアメリカ国内だけで3,400万ドルの収益を上げ、批評家からも高い評価を受けた。タイム誌のフランク・リッチは「クールで映画的な優雅さ」、The New Republicのスタンリー・カウフマンは「映画の結晶」と評価している。

### ダーティハリー・シリーズ

#### 『ダーティハリー』

ハリー・キャラハンが描かれたピンボール

『ダーティハリー』は、ハリー・ジュリアンとリタ・フィンクの二人が書いた脚本が元になっており、主人公ハリー・キャラハンはニューヨーク市警察の警官という設定だった。ラングが二人の脚本をイーストウッドに提示し、ワーナー・ブラザースが映画化の権利を取得した。当初、監督にはアーヴィン・カーシュナー、キャラハン役にはフランク・シナトラが予定されていたが、二人とも脚本に不満を感じ、オファーを断っている。イーストウッドは『恐怖のメロディ』撮影直後の1970年12月に契約を結び、ワーナーと共同製作することに同意した。製作決定後に脚本の多くが変更され、舞台もサンフランシスコに変更された。ある日、イーストウッドとシーゲルはカザール・スタジアムでサンフランシスコ・フォーティナイナーズの試合を観戦し、キャラハンと犯人が対峙するシーンとして最適な場所だと判断した。また、イーストウッドが観賞した演劇に出演していたアンドリュー・ロビンソンが、病的な殺人鬼スコーピオン役に起用された。音楽担当にはシフリンが起用され、多くのジャズトラックを作曲した。衣装デザイナーのグレン・ライトは、『ローハイド』からイーストウッドの衣装を担当しており、犯罪を追及する強い意志を強調するために茶色と黄色のチャックジャケットをデザインした。撮影は1971年4月から始まり、夜間に多くの撮影を行い、サンフランシスコ市街の他、スタントシーンが撮影された。
『ダーティハリー』はその後の映画・ドラマに登場する「大型拳銃を持つ型破りな刑事」の先駆けとなり、キャラハンのタフな描写も犯罪を嫌悪する人々の興味を引いた。映画は警察の不祥事が相次ぎ、ミランダ警告が適用された時代に人々が犯罪に立ち向かうヒーローを求めていた中で公開された。1971年12月に公開され、シーゲルにとって最高額の収益を上げた作品となり、イーストウッドにとっては当たり役の「ダーティハリー・シリーズ」の始まりとなった。タイム誌のジェイ・コックスなどの批評家からは「イーストウッドの最高のパフォーマンス」と絶賛された。一方で、キャラハンの冷酷な人物描写には批判の声も挙がった。特にフェミニストからは「ダーティハリーは腐った豚」と激しい批判を受けた。この他にも多くの批評家が「偏見」と判断したものを批判し、ニューズウィークは「右翼のファンタジー」、バラエティは「警察の野蛮な偽りの栄光をスーパーヒーローを登場させて描いた風刺」、ザ・ニューヨーカーのポーリン・ケイルは「自由的価値観に対するイーストウッドの片思い」と批判した。また、「アフリカ系アメリカ人を銀行強盗役にキャスティングしたのは人種差別」という批判も受けた。これらの批判に対し、イーストウッドは「キャラハンはより高い道徳心に従っているだけ」と反論し、「一部の人々は政治的感性が強い。ボウルにコーンフレークが入っているのを見ただけで複雑な解釈をする」とコメントしている。

#### 『ダーティハリー2』

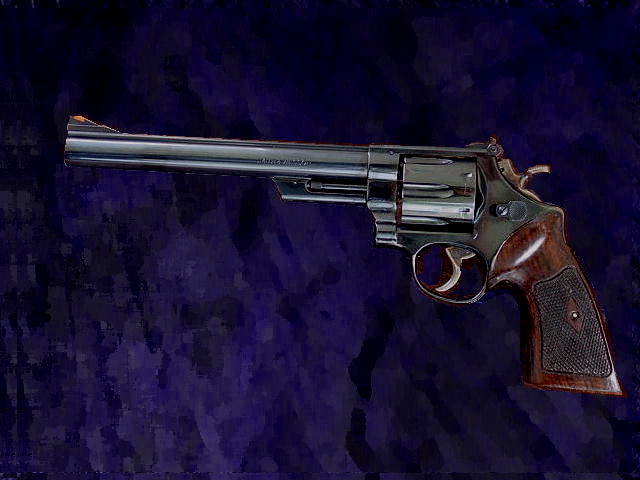
キャラハンの愛銃S&W M29

『愛のそよ風』の撮影終了後、ワーナーは『ダーティハリー』の続編製作を発表した。脚本家のジョン・ミリアスは、犯罪者を不当に殺害するサンフランシスコ市警察の若手警官とキャラハンが対峙するストーリーを書き上げた。キャラハンと対峙する非道な警官役にはデヴィッド・ソウル、ロバート・ユーリック、ティム・マシスン、キップ・ニーヴェンが起用された。ミリアスは銃を愛好する保守主義者であり、映画には彼の嗜好を反映した銃撃戦が描かれている。また、映画の原題はテーマ性に合わせ、キャラハンが愛用する.44マグナム弾に敬意を表して「Magnum Force」と名付けられた。ミリアスが『デリンジャー』の撮影に入った後、マイケル・チミノが脚本の一部を書き直している。撮影監督にはスタンリー、音楽にはシフリンが再び起用され、1973年4月から撮影が開始された。撮影中、イーストウッドは監督のテッド・ポストと度々意見が衝突し、撮影期間と経費の節減のために彼が指示した重要な二つのシーンの撮影を拒否した。イーストウッドとの意見対立は、その後のポストの監督人生に大きな影響を与えたという。
映画はアメリカ国内で5,810万ドルの興行収入を記録した。ニューヨーク・タイムズのノラ・セイヤーなどの批評家は映画の矛盾した道徳性を批判し、フランク・リッチは「古いものだ」と批判した。ケイルは「イーストウッドは俳優ではないので、彼を悪い俳優と呼ぶことはありません。彼はそのことを悪く思う前に、何かをしなければなりません。そして、『ダーティハリー2』で演技する必要はありません」と酷評した。

#### 『ダーティハリー3』

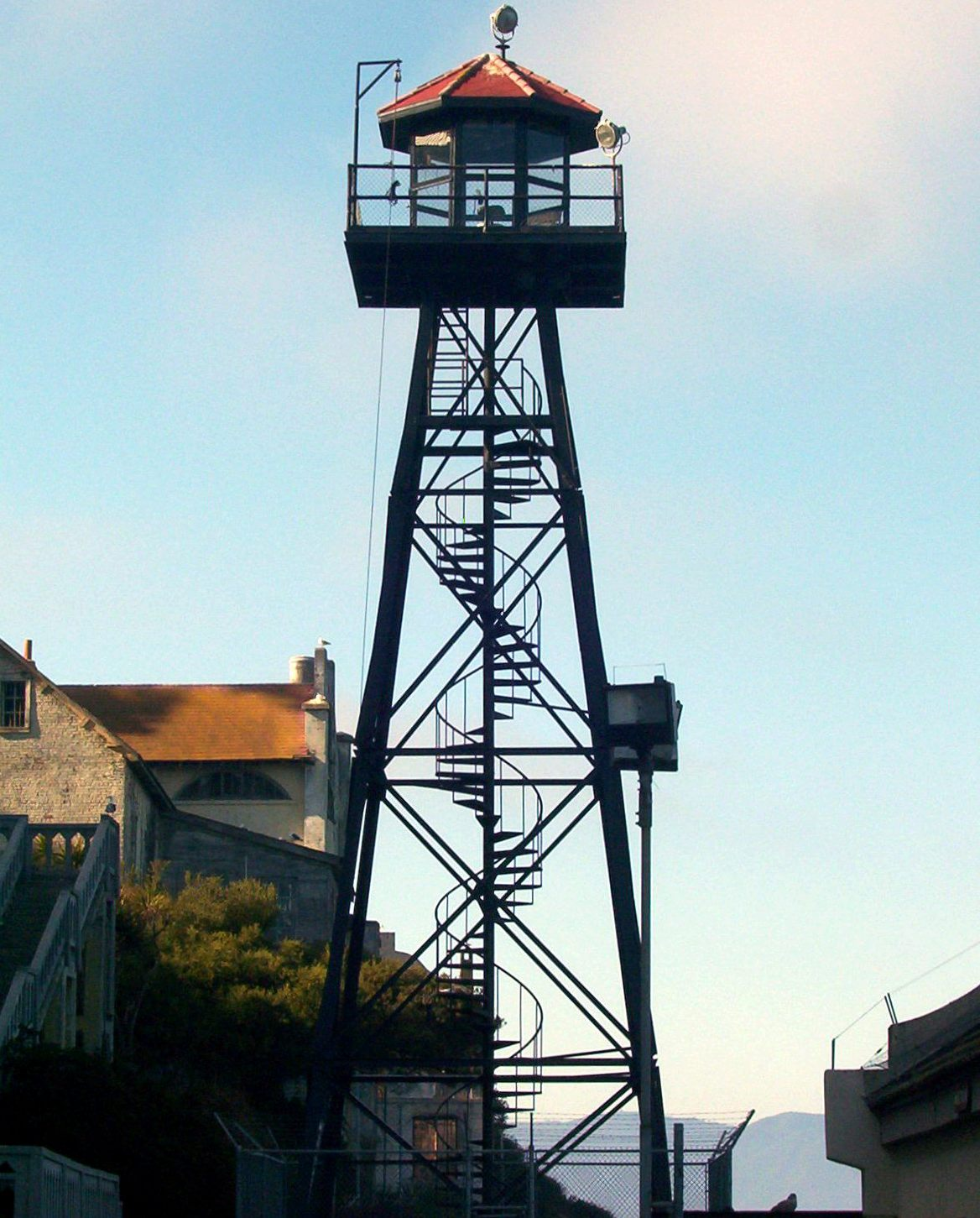
アルカトラズ刑務所の監視塔。監視塔に逃げ込んだテロリストをキャラハンがロケット弾で吹き飛ばすクライマックスシーンで登場する。

『アウトロー』撮影終了後、イーストウッドはフランシス・フォード・コッポラから『地獄の黙示録』のベンジャミン・ウィラード役のオファーを受けたが、フィリピンでの長期間の撮影に拘束されることを嫌がったため、オファーを辞退した。また、ポストからコッポラ同様にベトナム戦争を題材にした『戦場』の主演のオファーが来たが、これも断っている。イーストウッドは『ダーティハリー』第3作を製作することに決めた。スターリング・シリファントは、サンフランシスコ湾を舞台にシンバイオニーズ解放軍系の過激派とキャラハンがアルカトラズ島で対決する構想を提案した。イーストウッドはレストランでシリファントと会談し、彼の脚本に賛意を示した。特に女性パートナーを迎えたキャラハンの戸惑い、互いにいがみ合う関係から信頼、愛情に昇華する関係と終盤で彼女を失う悲しみについて絶賛した。
シリファントは1975年後半から1976年初頭にかけて脚本を書き上げ、1976年2月に脚本をイーストウッドに提示した。イーストウッドは脚本を受け入れたが、彼はアクションよりも女性パートナー・ケイトとの関係を重点に置きたかったため、ファンの期待を裏切るのではないかと感じていた。彼の懸念を払拭するためにリーズナーが脚本を書き直し、基本的な内容を維持しつつキャラハンの出番を減らし、代わりに過激派に誘拐される市長を登場させた。監督はジェームズ・ファーゴが務め、1976年夏からサンフランシスコ湾で撮影が開始した。イーストウッドは当初、レオーネの撮影手法に慣れていたこともあり、ファーゴの撮影手法に疑問を抱いていた。映画は前2作よりも30分ほど短い96分の作品として完成した。
1976年12月に公開され、約4600万ドルの興行収入を記録するなど、それまでのイーストウッド映画の中で最大のヒット作となった。しかし、ヒットにもかかわらず批評家からは暴力描写が批判の対象となり、イーストウッドはThe Harvard Lampoonの「ワースト・アクター・オブ・ザ・イヤー」に選ばれてしまう。こうした批判も、強い意志を持つ女性警官ケイト・ムーアを演じたタイン・デイリーの演技が高く評価されたことで覆された。特にフェミニストの批評家は「マルパソは鋼鉄のヒロインを生み出した」と好意的な評価を与え、ハリウッド・リポーターのジェーン・ホルスチャーは強い女性をキャスティングしたとして、イーストウッドを称賛した。

#### 『ダーティハリー4』
シリーズで唯一イーストウッドが監督を務めた『ダーティハリー4』は、シリーズの中で最も暗く暴力的な作品とされている。また、ソンドラ・ロックがイーストウッドと共演した最後の映画作品でもある。脚本はジョゼフ・スティンスンが担当し、強姦被害を受け廃人になった妹の復讐のために、加害者グループを殺す女性が題材になっている。パット・ヒングルとブラッドフォード・ディルマンが共演し、撮影は1983年春から夏にかけて行われた。映画でキャラハンが発した「Go ahead, make my day」（「さあ、撃たせろ）という台詞はキャラハンの代名詞になり、ロナルド・レーガンが使用したことで有名になった。映画はシリーズで最高額の7,000万ドルの興行収入を記録し、批評家からは強姦被害を受けた女性の身体的・心理的影響を描いた点を評価された。

#### 『ダーティハリー5』
シリーズ第5作となるダーティハリー5は非合法のゲーム『デッドプール』で有名人を連続殺人する犯人を追う作品。殺された有名人の名前の横には「RIP(静かに眠れ)」の文字が書かれている。

### 監督業の成功

#### 『恐怖のメロディ』
1971年はイーストウッドの映画キャリアにとって大きな転機となった。彼は生前のレナードと最後に語った映画の製作に取り組み、『恐怖のメロディ』として実現させた。脚本はジョー・ヘインズが書き、その後ディーン・リーズナーが手を加えた。映画はラジオ番組の人気DJデイブに異常な愛情を向ける女性イブリンを中心に描かれ、デイブに関係を断られた彼女が異常性を増して殺人鬼になっていく。脚本のコンセプトは、イーストウッドが『ローハイド』に起用された際に居合わせたスタッフのソニア・チャーナスが提案した脚本が元になっている。舞台はロサンゼルスの設定だったが、イーストウッドの提案でカーメルに変更され、同地のラジオ局やバー、レストラン、さらにイーストウッドの友人宅で撮影された。
1970年9月からモントレーで撮影が始まった。イーストウッドにとって監督デビュー作となり、撮影監督ブルース・サーティース、編集カール・パイジンダー、音楽ディー・バートンなどシーゲル作品の撮影スタッフが製作に協力している。イーストウッドの綿密な撮影計画と効率的な撮影により、撮影は予定よりも4日から5日早く終了した。映画は1971年10月にサンフランシスコ国際映画祭でプレミア上映された後、11月に公開された、アンドリュー・サリスやアーチャー・ウィンステンなどの批評家から高い評価を得た。

#### 『荒野のストレンジャー』

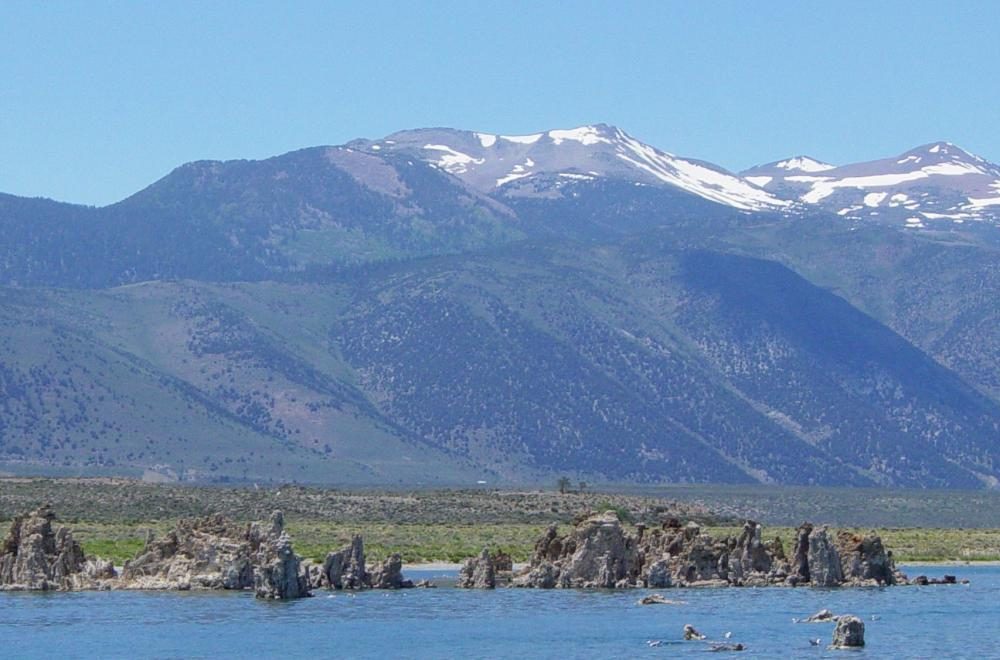
モノ湖

1973年に監督第2作となる『荒野のストレンジャー』を製作した。マルパソとワーナーの共同製作となり、脚本には『フレンチ・コネクション』でアカデミー脚色賞を受賞したアーネスト・タイディマンが起用された。脚本にはレイスナーも協力し、背の高い正体不明の男が西部の町で無法者を迎え撃つために住民たちに雇われる話を書き上げた。映画に描かれるブラックユーモアは、レオーネの影響を強く受けている。撮影はモノ湖で行われ、バートンはホラー映画風の音楽を作曲している。また、イーストウッドの友人ジェフリー・ルイスは、この映画への出演がきっかけとなりイーストウッド映画の常連俳優となった。サタディ・レビューのアーサー・ナイトは、「イーストウッドはシーゲルとレオーネの作り方を吸収し、映画はレオーネと彼の独特の社会観が融合している」と批評した。

#### 『愛のそよ風』

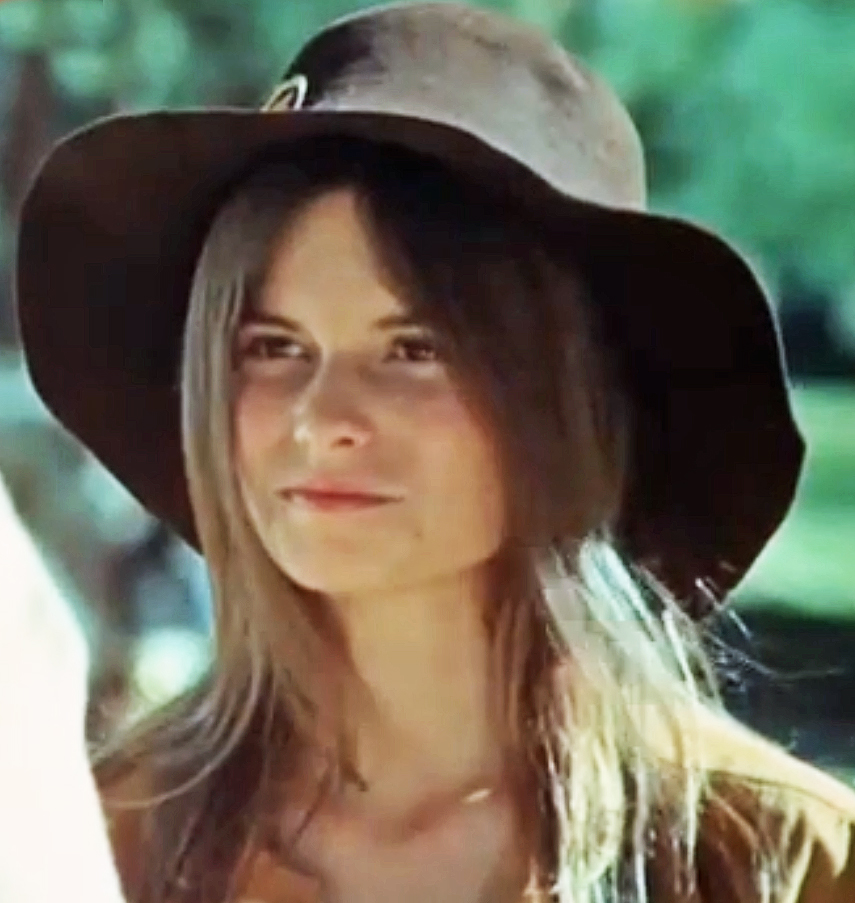
『愛のそよ風』出演時のケイ・レンツ

脚本家のエルモア・レナードは、犯罪組織の脅迫に立ち向かう農家の戦いを書き上げてイーストウッドに企画を持ち込んだ。脚本はカーメルを舞台にしたものだったが、イーストウッドは企画を却下した。イーストウッドはレナードの脚本に代わり、中年男と10代のヒッピー少女の恋愛を書いたジョー・ハイムスの脚本に興味を抱き、『愛のそよ風』として映画化した。ハイムスは当初、イーストウッドが主役の中年男フランクを演じることを想定していたが、イーストウッド自身は「フランクを演じるには、自分は若過ぎる」と感じていた。
最終的にイーストウッドよりも12歳年上のウィリアム・ホールデンが主役に起用された。また、映画のキャスティングを通じてイーストウッドはソンドラ・ロックと出会い、彼女はこの後イーストウッドと交際を始め、彼の映画で重要な役を演じることになる。ただし、当時29歳だったロックはヒロイン役としては成熟し過ぎていたため起用されず、代わりにケイ・レンツが起用された。イーストウッドの友人によると、彼は撮影中にレンツに夢中になっていたという。撮影は1972年11月からロサンゼルスで開始され、撮影監督にはフランク・スタンリーが起用された。映画は興行的に成功せず、批評家のリチャード・シュニッケルは「これはセクシー映画ではない。イーストウッドはエロティシズムに対して、あまりにも丁寧だった」と批評した。

#### 『アイガー・サンクション』
トレヴェニアンの同名小説を原作とした『アイガー・サンクション』を製作した。小説が出版された1972年にユニバーサルが映画化の権利を取得し、リチャード・D・ザナックとデイヴィッド・ブラウンがプロデューサーを務める予定で企画が進んでいた。主演のヘムロック役にはポール・ニューマンが検討されていたが、彼は暴力的な内容を嫌悪して出演を辞退した。代わりにイーストウッドにオファーがきたため、彼は、1974年2月に小説家のウォーレン・マーフィーの元を訪れ意見を求めた。小説を読んだマーフィーは映画の脚本を書くことに同意したが、小説の内容には不満を感じていたという。脚本の第一稿は3月下旬に書き上がり、4月には完成した。
製作には、登山家のマイク・フーバーが登山場面の撮影監督と技術顧問として参加した。彼は撮影に先立つ1974年夏にヨセミテ国立公園で数週間イーストウッドに登山トレーニングを行い、8月12日からアメリカ・ドイツ・イギリス・スイス・カナダの登山家チームが参加してグリンデルヴァルトで撮影が開始された。イーストウッドが決めた勇敢な登山のシーンについて、国際登山学校のドゥガル・ハストンは「撮影のために世界で最も危険な山であるアイガーを登る必要はない。クライマーだけではなく撮影監督のスタンレーも死なせることになる」と警告した。カメラマンのレックスフォード・メッツによると、登山のシーンにこだわったのはイーストウッドの少年時代からの夢であり、彼の英雄的マッチョイズムの現れでもあったという。

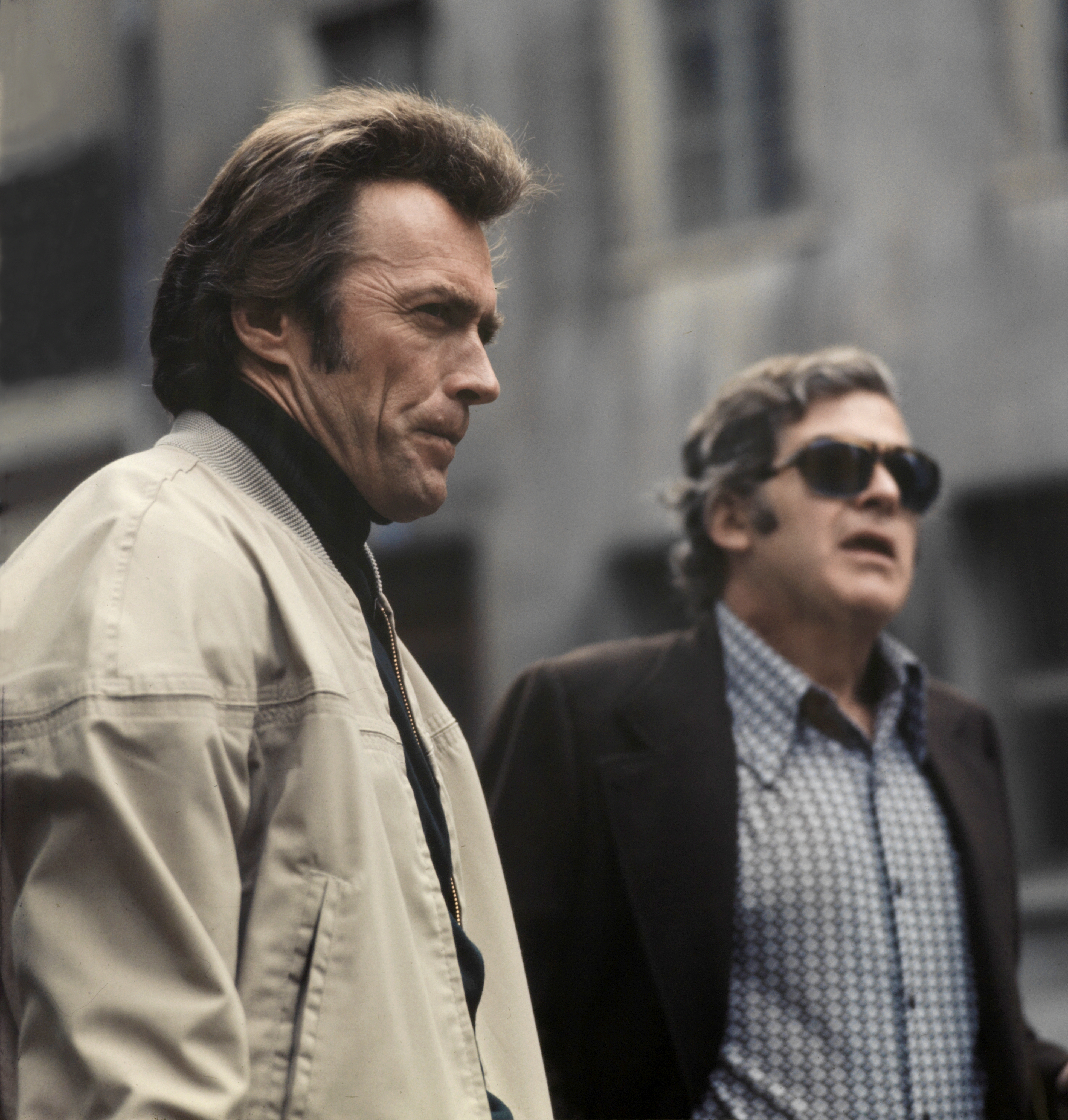
『アイガー・サンクション』出演時のイーストウッド

イーストウッドは警告を無視して撮影を行い、その結果撮影スタッフは多くの事故に見舞われた。27歳のイギリス人登山家のデヴィッド・ノウルズは撮影中に事故死し、フーバーも危うく死にかけている。ノウルズの死はイーストウッドに衝撃を与えたが、彼はノウルズの死を無駄にすることを望まなかったため、撮影を続行した。イーストウッドは死と隣り合わせの状況にもかかわらず自身が登山シーンのスタントをすることを主張した。また、撮影中にスタンレーが滑落し奇跡的に助かったものの、怪我のため車椅子が必要になり撮影に支障をきたすようになった。スタンレーはイーストウッドに催促されて予定を遅れながらも撮影を完了させたが、完了後に「滑落事故はイーストウッドの準備不足が原因」として訴訟を起こし、イーストウッドを「彼は撮影の計画をろくにしない、あるいは宿題を全くしない本当に気楽な男だ」と非難した。訴訟は「撮影は一般的な知識に保護された状態の中で行われたもの」と結論が出され、これ以降スタンレーはイーストウッドやマルパソが参加する映画に呼ばれなくなった。
批評家はイーストウッドの演じたヘムロックを洗練さに欠けるキャラクターとして、「ジェームズ・ボンドの出来損ない」と酷評した。ウォール・ストリート・ジャーナルのジョイ・グールド・ボイムは、「この映画の悪役は同性愛者と身体障害者のような男だ」と批評した。映画の興行収入は2,380万ドルの結果に終わり、批評家からは「駄作」のレッテルを張られた。イーストウッドは映画の失敗を共同製作したユニバーサルに原因があると考え、再びユニバーサルと決別した。その後はフランク・ウェルズを通じてワーナーとの間に長期契約を結び、新たなパートナーに選んだ。

#### 『アウトロー』
1975年にアサ・アール・カーターの小説を原作とした『アウトロー』を製作した。マルパソとイーストウッドが映画化の権利を取得し、ソニア・シャーナスが脚本を担当した。フィリップ・カウフマンが新たに脚本に参加し、彼は映画を小説に基いた内容にすることを望んでいた。撮影監督のサーティースや製作総指揮のジェームズ・ファーゴは脚本が完成する前にロケーション現場の下見を始めた。チェロキー族のウェイティ役には、『小さな巨人』で第43回アカデミー賞助演男優賞にノミネートされたチーフ・ダン・ジョージが起用され、ヒロインのローラ役にはイーストウッドの希望でソンドラ・ロックが起用された。イーストウッドとロックは、この映画をきっかけに交際を始め、彼女は1980年代のイーストウッド作品で度々ヒロインを演じるようになった。また、息子カイル・イーストウッドも冒頭のシーンに出演している。編集にはフェリス・ウェブスター、音楽はジェリー・フィールディングが担当し、1975年下旬から撮影が開始された。
撮影中、イーストウッドとカウフマンはローラの描写を巡り対立し、二人の関係に亀裂が生じた。二人の関係は悪化し、カウフマンは1975年10月24日に解雇され、製作が終了間近にもかかわらず解雇したことで全米監督協会はイーストウッドを激しく非難した。イーストウッドとワーナーはカウフマンの解雇取り消しを拒否したため、罰金として6万ドルを支払うことになったという。これを機に、全米監督協会は「クリント・イーストウッド・ルール」と呼ばれる規則を定め、不当な解雇に対して製作サイドに罰金を科す権利を持った。
1976年6月に映画が公開され、批評家から高く評価された。彼らはイーストウッドが演じたジョージー・ウェールズを祖先たちの過去と南北戦争の運命を結び付ける象徴的な存在と見なした。

#### 1980年代
1980年、ワイルド・ウェスト・ショーを題材にした『ブロンコ・ビリー』を製作した。映画には息子カイルと娘アリソン・イーストウッドが孤児院の子供として出演している。撮影は1979年にアイダホ州南西部のボイシで6週間行われ、予定よりも2週間から4週間早く撮影が終了した。イーストウッドはこの映画を「自分のキャリアの中で最も魅力的な作品の一つ」として挙げており、伝記作者のリチャード・シーケルは「ビリーのキャラクターはイーストウッド自身の性格を反映している」と指摘している。『ブロンコ・ビリー』『アウトロー』は「壊れた家族」というモチーフ、疑似家族を得ることで人生の輝きを取り戻すストーリーという共通した要素が見い出せる。
1982年には『センチメンタル・アドベンチャー』を製作し、グランド・オール・オプリに挑む歌手レッド・ストーバルを演じた。撮影は同年夏に6週間以内で終了した。冒頭の農家のシーンはカリフォルニア州バート・ランディングで撮影され、それ以外の大半のシーンはカラベラス郡で撮影された。同年、冷戦を題材にしたクレイグ・トーマスの小説を映画化した『ファイヤーフォックス』を製作した。冷戦下のためソビエト連邦での撮影は不可能だったため、グリーンランドとオーストラリア空軍基地で撮影が行われた。『センチメンタル・アドベンチャー』よりも先に撮影されたが、公開は同作よりも早い6月となっている。

#### その他
監督業に進出した他の役者と違い、いわゆる「大作」や賞レースに関わる作品には出演せず、自らのプロダクションで製作した小規模ともB級とも呼べる作品でのみ主演し、監督業と俳優業を両立しながら地位を確立した。1987年の第45回ゴールデングローブ賞で、セシル・B・デミル賞を受賞。
1992年、師であるセルジオ・レオーネとドン・シーゲルに捧げた“最後の西部劇”『許されざる者』を監督兼主演で制作。第65回アカデミー賞監督賞、作品賞を受賞、第50回ゴールデングローブ賞監督賞を受賞した。この頃から『マディソン郡の橋』『ミスティック・リバー』といった文芸性の高い作品も手がけている。
2004年の『ミリオンダラー・ベイビー』で2度目のアカデミー作品賞／アカデミー監督賞のダブル受賞を果たす。74歳という、最高齢での受賞記録を樹立したバイタリティは、アクション映画で培われたものであろうと驚嘆の元に迎えられた。アカデミー主演男優賞はノミネートにとどまったが、「単に監督もできる俳優」ではなく、「アクション映画から文芸映画まで幅広くこなせる、優れた監督兼俳優」という評価を確立した。
2006年に『父親たちの星条旗』『硫黄島からの手紙』の2部作を発表。これはアメリカがかつての日米戦争において最大級の痛手を受けた「硫黄島の戦い」を、日米双方の視点から2作に分けて描くという方法で製作されている（同じような日米双方の視点による映画には真珠湾攻撃を扱った『トラ・トラ・トラ!』があるが、こちらは1本の映画の中に入れている）。『硫黄島からの手紙』は、ナショナル・ボード・オブ・レビュー賞作品賞・第32回ロサンゼルス映画批評家協会賞最優秀作品賞を受賞し、同年の賞レース最大の目玉として注目を浴びていたが、アカデミー賞では音響編集賞のみの受賞にとどまった。2007年1月、『硫黄島からの手紙』でゴールデン・グローブ賞最優秀外国語映画賞を受賞。
2006年1月ごろ、南京事件を題材とする中国映画『南京・クリスマス・1937』の監督にイーストウッドが抜擢されたという中国官僚の発言が報道されたが、イーストウッド側がすぐに否定するという一幕があった。

### 今後の俳優活動について

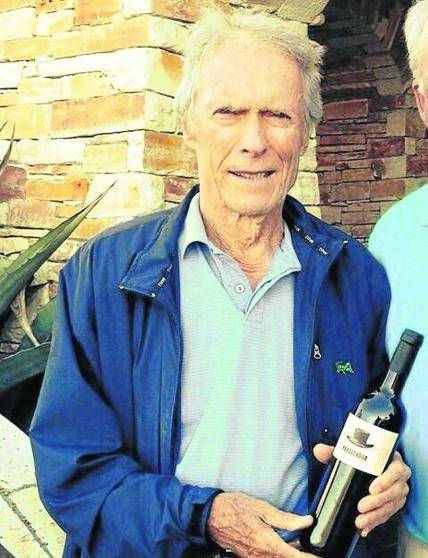
近年のイーストウッド（2016年）

2008年の『グラン・トリノ』をもって「もう積極的に役は探さない。いまの映画の役は、みんな若い役者向けに書かれているから」と語り、実質的な俳優引退宣言を行った。今後は監督業をメインに活動するとスポーツニッポンのインタビューで語った。
しかし後に日刊スポーツのインタビューでは「演じたい役があれば（俳優に）戻ってくるかもしれない」ので、自身からは“ 引退 ”という発言は積極的に用いないという趣旨の発言もしており、揺れ動く心情を吐露している。
2012年には上記の発言を裏付ける様に、『人生の特等席』で老いたメジャーリーグスカウトマン役として、4年ぶりに映画に出演した（監督兼務ではない出演者としては19年ぶり）。
その後も2018年『運び屋』で監督兼務の出演をしている。

## 政治

### 共和党支持

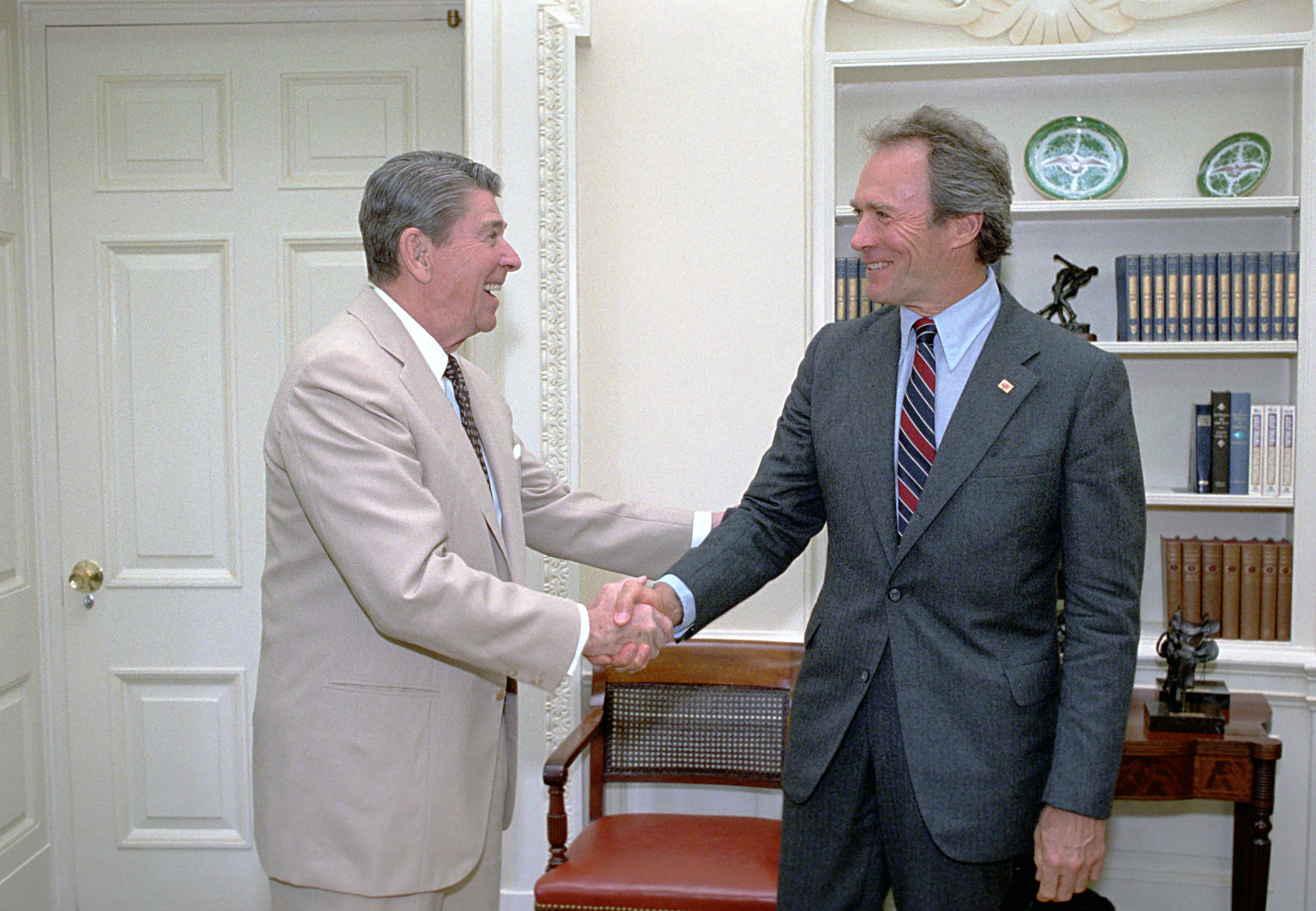
イーストウッドとロナルド・レーガン (1987)

1950年代よりの古くからの共和党支持者であった。大統領選挙では、1952年にドワイト・D・アイゼンハワーに投票し、1968年と1972年にはリチャード・ニクソンを支持し、投票している。後にニクソン大統領陣営による民主党本部の盗聴事件（ウォーターゲート事件）やベトナム戦争への対応を不道徳だと非難した。1974年には政治的に無所属で穏健派だと語っている
イーストウッドは共和党候補のみを支持してきたわけではなく、1990年代からは、しばしば民主党候補者を支持してきている。時にはカリフォルニア州民主党員を支持し、1994年にはダイアン・ファインスタイン上院議員や、2002年には環境保護派のサム・ファー下院議員を支持し、ファーの再選キャンペーンに1,000ドルを寄付し、2003年にはカリフォルニア州民主党知事グレイ・デイビスのために1枚5,000ドルの資金集めイベントを主催し、知事を支援するコマーシャルの撮影を申し出た。2001年には、代替エネルギー法案を起草した民主党員でカリフォルニア州議会議員のフレッド・キーリーを支持した。

### 自由至上主義者
イーストウッドは度々、自身の政治的立場をリバタリアン（自由至上主義者）であると公言している。1985年にはいかなる政治的イデオロギーにも厳密に同調していないと表明し、「私が常に戦ってきたことの一つは、同調だった。私はある事柄についてはリベラルなアプローチをとり、他の事柄については保守的なアプローチをとる。同調する人々にとってはあまり面白くない話だろう。私は個人主義者だし、スクリーン上で個人主義的なキャラクターを演じることに惹かれてきた」と語った。1992年、イーストウッドは、自分の政治的見解はミルトン・フリードマンとノーム・チョムスキーが混ざったものであり、大統領候補としてふさわしいだろうと語った。1997年にはリバタリアンだと語っている。1999年には「私が常に戦ってきたことの一つは、整列（同調）させることだった。それが流行する前から、私は社会的自由主義者だったし、財政的保守派だった」と語っている。
2004年にはこう語った。「私は自分を保守派だとは思っていないが、極左でもない。…私は、すべての人を放っておくというリバタリアンの考え方が好きなんだ。子供の頃から、他人の生き方を指図しようとする人たちにイライラしていたよ。」。また、「右翼でも左翼でもないくらいに個人主義的」とも言っている。
イーストウッドは、民間経済と個人の私生活への政府の介入に反対している。公的援助への依存に反対し、政府は教育とインセンティブを通じて市民が自立できるよう支援すべきだと考えている。しかし、失業保険、住宅ローン支払いの困難者への補助金、環境保護、代替エネルギーのインセンティブ、カリフォルニア州のブレイディ法などの銃規制は承認している。長年、自らを「公民権に関してはリベラル」と称する。妊娠中絶に関しては常に選択権を支持してきたと述べている。同性結婚の選択権も擁護している。「リバタリアンなら、『そうだ？だから何だ？』と言うだろう。完全な平等を信じなければならない。人々は、他人を傷つけない限り、自分がなりたい自分になり、やりたいことをできるべきだ。」と語る。憲法の男女平等修正条項案も支持し、法案は成立しなかったが、憲法改正を支持する団体に寄付した。
2008年にはリバタリアン党員として登録している。

### 経歴
長い間カリフォルニア州の政治に関心を示してきた。1986年4月にカリフォルニア州西海岸にあるカーメル市市長に無党派で当選、1期2年間務めた。在職中は、月200ドルの収入をカーメル青少年センターに寄付し、ビーチでの公衆便所や、市立図書館別館を設置し、禁止されていたアイスクリームの路上販売を合法化した。2期目には立候補しなかった。
2001年、グレイ・デイヴィス（民主党）知事からカリフォルニア州立公園余暇活動委員会に任命されると、サン・オノフル・ビーチを通る6車線の州道241号の26キロ延長に反対した。
また、自ら資金を調達し、かつて支持していた第37代カリフォルニア州知事グレイ・デイヴィス（民主党）へ退陣を迫る投票を行い、民主的な政治家の政治への参加を求めるテレビCMを製作した。2003年5月には、当時開戦したばかりのイラク戦争と、開戦を敢行した国家の双方を「極めて重大な過ちを犯した」と批判。同じく政治論争に積極的で『ミスティック・リバー』で主演に起用したショーン・ペンがバグダードへ向かうのを説得して止めた。
2008年大統領選挙では共和党ジョン・マケイン候補を支持した。
2012年大統領選挙では、共和党予備選で当選確実となって久しいミット・ロムニーに対して2012年8月3日に支持表明した。フロリダ州タンパで行われた共和党大会では、無人の椅子にオバマ大統領が座っているものと見立てて一人芝居を展開した。同年の共和党大会で、オバマ大統領を空席に例えて注目を集めたが、後に後悔している。
2016年大統領選挙では、共和党のドナルド・トランプに対して正式な支持を表明しなかったが、民主党のヒラリー・クリントンによるオバマ政権の継承を阻止し、現状を打破できる人物と評した。結局、イーストウッドは共和党支持を表明しながら、どの候補者も支持しなかった。トランプの舌禍については両候補とも問題のある発言をしていると指摘しつつ、メディアの言葉狩りに疑問を呈している。ポリティカル・コレクトネスの風潮について揶揄し、「みんなとても注意深くなっている。今はそんなご機嫌取りの時代だ」「軟弱な時代になった」と批判的にコメントしている。2017年5月21日にカンヌ国際映画祭で映画『許されざる者』（1992）が上映された際、イーストウッドは映画『ダーティハリー』公開時（1971）も政治的に正しくないと非難されたが、「それは、今のようなポリティカル・コレクトネス（政治的正しさ）の時代の始まりだった。私たちは自分の首を絞めようとしており、ユーモアのセンスを失っている。」とポリティカル・コレクトネスを批判した。
2020年大統領選挙では、共和党のトランプではなく、民主党の候補のひとりであるマイケル・ブルームバーグを支持した。また、トランプの下品な言動に失望しており、「トランプはツイートで罵倒したりせずに、もっと上品な態度で行動することを望んでいる」と述べた。

### 戦争観
朝鮮戦争・ベトナム戦争・アフガニスタン戦争・テロとの戦い・イラク戦争などの外征戦争に反対しており、アメリカは過度に軍国主義的になったり、世界の警察官であるべきではないと考えている。
イーストウッドの2014年の映画『アメリカン・スナイパー』は、戦争、殺人、愛国主義を称賛していると強い批判にさらされた。ニューヨーク・マガジンのデイビッド・エデルスタインが、この映画を共和党のプラットフォーム映画と呼んだことについてイーストウッドは、それは愚かな分析であり、映画は政党とは何の関係もないと反論した。イーストウッドはこの映画は、戦争が民間人としての生活に戻らざるを得ない兵士や残された家族に何をもたらすかを描いており、最大の反戦声明なのだと答えた。イーストウッドは「私は第二次世界大戦中に子供時代を過ごした。あの戦争はすべての戦争を終わらせるはずだった。4年後、朝鮮戦争で徴兵された。その後ベトナム戦争があり、それからも戦争は続いている・・・私はただ疑問に思う・・・戦争はいつか終わるのか。　いや、終わることはない。だから、紛争に巻き込まれるたびに、私たちは戦争に飛び込むのか、それともそれから抜け出すか、よく考えるべきだ。」と語っている。

## 叙勲
2007年2月17日、監督としての功績が認められ、フランス大統領ジャック・シラクからレジオンドヌール勲章を授与された。また2009年4月29日、「春の外国人叙勲」で日本国政府より「映画製作を通じた日本とアメリカ合衆国との相互理解の促進に寄与」とした功績により、旭日中綬章を授与された。

## 私生活・その他
- 1997年にファッションブランド「テハマ」（アメリカ・インディアンの言語で「大自然」の意と宣伝しているが、由来については異論もある）を共同経営者名義で設立。同名のゴルフコースも所有している。2003年から住友商事㈱が日本、アジアでのブランド使用ライセンス契約を締結し、日本全国の「洋服の青山」でメンズスーツ、カジュアルウエア等が販売が行われた。店頭では映画『ミリオンダラー・ベイビー』のプロモーションが行われるなど、ファッションと映画の共同プロモーションという試みも行われた。
- 自分の監督作品で、2年連続でアカデミー賞・助演男優賞受賞者を輩出した。『ミスティック・リバー』のティム・ロビンス（第76回・2003年）と、『ミリオンダラー・ベイビー』のモーガン・フリーマン（第77回・2004年）である。
- 1953年に結婚したマギー・ジョンスン（1985年離婚）との間に1男1女をもうけ（兄のカイル・イーストウッドはジャズミュージシャン、妹のアリソン・イーストウッドはモデル・女優）、1954年生まれで実質"長女"となるローリー・マレー（ローリー・イーストウッドとも）、フランシス・フィッシャーとの間に1女（フランチェスカ、1993年生まれ）、二度目の妻ディナ・ルイス（2013年離婚）[217]との間に1女（モーガン、1996年生まれ）、婚外子としてロクサンヌ・トゥニスとの間に1女（キンバー・リン、1964年生まれ）、ジョスリン・リーヴスとの間に1男1女（息子は俳優のスコット・リーヴス）、と合計6人の女性との間に8人の子供がいるとされる。1996年のディナ・ルイスとの再婚の際は、初婚のときに生まれた娘と同年代だということで話題になった。愛人だったソンドラ・ロックから慰謝料を求める訴訟を起こされたり、誹謗に満ちた自伝を出版されたりしたこともマスコミを賑わせた。
- また健康に関して熱心であり、これまでの人生で映画の役柄以外では一切タバコを吸わない。1970年頃から超越瞑想（TM瞑想）を毎日行っている。また食事では野菜類を用いたダイエットを長年継続しており、スプラウトなど、多種類の野菜や果物や豆腐、その他大豆製品を多く摂ることを心がけているという。
- 2013年に離婚した二度目の妻であるディナ・イーストウッド（旧姓ルイス）は、父がアフリカ系アメリカ人と日本人の、母がアイルランド・イングランド・ドイツの血を引く。
- カンヌ国際映画祭で黒澤明監督の『夢』の上映の際、会場に入ろうとした黒澤に対し突然群衆の中から現れ、「Mr.Kurosawa」と言いながら頬にキスをし、「あなたがいなかったら、今の私はなかった」と感謝の言葉を告げたという。これはデビュー作となった『荒野の用心棒』が『用心棒』の非公式なリメイクであったことが関係している。
- 2012年、イーストウッド一家を追ったリアリティ番組『Mrs. Eastwood & Company』が放映された[218]。
- ジャズに対する造詣が深く、ジャズの巨匠であるチャーリー・パーカーを題材とした『バード』を監督、プロデューサーとして『セロニアス・モンク ストレート・ノー・チェイサー』を製作している。イーストウッド家は代々ジャズを嗜好しており、クリントの祖母の代から始まり、クリントの息子カイル・イーストウッドはジャズ・ベーシストとして活躍している。また彼は、キャリア初期から時折ではあるが、歌手としてレコードを出したり、出演作品の中で、その歌声を披露している。1984年頃からは、彼が作曲したスコアを自身の映画で使用しており、『ミスティック・リバー』『ミリオンダラー・ベイビー』『父親たちの星条旗』などでは、音楽担当のクレジットにもその名を連ねている。『さよなら。いつかわかること』では初めて音楽のみを担当した。

## フィルモグラフィ
★印はセルジオ・レオーネ監督作品。☆印はドン・シーゲル監督作品。
| 年          | 題名                                                                                    | 役割 | 役割 | 役割      | 役割 | 備考                                                                | 吹替 |
| 年          | 題名                                                                                    | 監督 | 製作 | 音楽      | 出演 | 備考                                                                | 吹替 |
| ----------- | --------------------------------------------------------------------------------------- | ---- | ---- | --------- | ---- | ------------------------------------------------------------------- | --- |
| 1959 - 1965 | ローハイド Rawhide                                                                      | No   | No   | No        | Yes  | テレビドラマ                                                        | 山田康雄（NETテレビ版）                                                                                        |
| 1964        | 荒野の用心棒 A Fistful of Dollars                                                       | No   | No   | No        | Yes  | ★                                                                   | 納谷悟朗（NETテレビ版） 夏八木勲（TBS旧録版） 山田康雄（TBS新録版、テレビ朝日版） 多田野曜平（完声版追録部分） |
| 1965        | 夕陽のガンマン For a Few Dollars More                                                   | No   | No   | No        | Yes  | ★                                                                   | 山田康雄（NETテレビ版） 多田野曜平（完声版追録部分） 山路和弘（DVD版）                                         |
| 1966        | 続・夕陽のガンマン/地獄の決斗 The Good, The Bad and The Ugly                            | No   | No   | No        | Yes  | ★                                                                   | 山田康雄（NETテレビ版） 多田野曜平（完声版追録部分）                                                           |
| 1967        | 華やかな魔女たち Le Streghe                                                             | No   | No   | No        | Yes  | オムニバス映画 第5話「またもやいつもの通りの夜」                    | 山田康雄（TBS版）                                                                                              |
| 1968        | 奴らを高く吊るせ! Hang 'em High                                                         | No   | No   | No        | Yes  |                                                                     | 山田康雄（NETテレビ版）                                                                                        |
| 1968        | マンハッタン無宿 Coogan's Bluff                                                         | No   | No   | No        | Yes  | ☆                                                                   | 山田康雄（フジテレビ版、日本テレビ版）                                                                         |
| 1968        | 荒鷲の要塞 Where Eagles Dare                                                            | No   | No   | No        | Yes  |                                                                     | 山田康雄（日本テレビ旧版、日本テレビ新版） 多田野曜平（吹替追録版）                                            |
| 1969        | ペンチャー・ワゴン Paint Your Wagon                                                     | No   | No   | [I]       | Yes  |                                                                     | 山田康雄 |
| 1970        | 真昼の死闘 Two Mules for Sister Sara                                                    | No   | No   | No        | Yes  | ☆                                                                   | 山田康雄（NETテレビ版、東京12ch版）                                                                            |
| 1970        | 戦略大作戦 Kelly's Heroes                                                               | No   | No   | No        | Yes  |                                                                     | 山田康雄（フジテレビ版） 多田野曜平（吹替完全版）                                                              |
| 1971        | 白い肌の異常な夜 The Beguiled                                                           | No   | No   | No        | Yes  | ☆                                                                   | 山田康雄（日本テレビ版、テレビ東京版） 多田野曜平（VOD版）                                                     |
| 1971        | 恐怖のメロディ Play Misty for Me                                                        | Yes  | No   | No        | Yes  |                                                                     | 山田康雄（日本テレビ版）                                                                                       |
| 1971        | ダーティハリー Dirty Harry                                                              | No   | No   | No        | Yes  | ☆                                                                   | 山田康雄（テレビ朝日版） 多田野曜平（追加録音版）                                                              |
| 1972        | シノーラ Joe Kidd                                                                       | No   | No   | No        | Yes  |                                                                     | 山田康雄（日本テレビ版）                                                                                       |
| 1973        | 荒野のストレンジャー High Plains Drifter                                                | ○    |      |           | ○    |                                                                     | 山田康雄（NETテレビ旧版、日本テレビ版）                                                                        |
| 1973        | 愛のそよ風 Breezy                                                                       | ○    |      |           | ○    | クレジットなし                                                      | |
| 1973        | ダーティハリー2 Magnum Force                                                            |      |      |           | ○    |                                                                     | 山田康雄（フジテレビ版、テレビ朝日版） 多田野曜平（追加録音版）                                                |
| 1974        | サンダーボルト Thunderbolt and Lightfoot                                                |      |      |           | ○    |                                                                     | 山田康雄（TBS版、機内上映版）                                                                                  |
| 1975        | アイガー・サンクション The Eiger Sanction                                               | ○    |      |           | ○    |                                                                     | 山田康雄（フジテレビ版）                                                                                       |
| 1976        | アウトロー The Outlaw Josey Wales                                                       | ○    |      |           | ○    |                                                                     | 山田康雄（TBS版、テレビ朝日版）                                                                                |
| 1976        | ダーティハリー3 The Enforcer                                                            |      |      |           | ○    |                                                                     | 山田康雄（テレビ朝日版） 多田野曜平（追加録音版）                                                              |
| 1977        | ガントレット The Gauntlet                                                               | ○    |      |           | ○    |                                                                     | 山田康雄（フジテレビ版）                                                                                       |
| 1978        | ダーティファイター Every Which Way But Loose                                            |      |      |           | ○    |                                                                     | 山田康雄（日本テレビ版）                                                                                       |
| 1979        | アルカトラズからの脱出 Escape from Alcatraz                                             |      |      |           | ○    | ☆                                                                   | 山田康雄（テレビ朝日版） 山路和弘（VOD版）                                                                     |
| 1980        | ダーティファイター 燃えよ鉄拳 Any Which Way You Can                                     |      |      | ○[I]      | ○    | 挿入歌「Beers to You」 レイ・チャールズとのデュエット               | 山田康雄（テレビ朝日版）                                                                                       |
| 1980        | ブロンコ・ビリー Bronco Billy                                                           | ○    |      | ○[I]      | ○    | 挿入歌「バールーム・バディーズ」 マール・ハガードとデュエット       | 山田康雄（テレビ朝日版）                                                                                       |
| 1982        | ファイヤーフォックス Firefox                                                            | ○    | ○    |           | ○    |                                                                     | 山田康雄（テレビ朝日版、TBS版）                                                                                |
| 1982        | センチメンタル・アドベンチャー Honkytonk Man                                            | ○    | ○    | ○[I]      | ○    |                                                                     | 津嘉山正種（テレビ版）                                                                                         |
| 1983        | ダーティハリー4 Sudden Impact                                                           | ○    | ○    |           | ○    | イメージソング「Go Ahead Make My Day」 T.G.シェパードとのデュエット | 山田康雄（TBS版） 多田野曜平（追加録音版）                                                                     |
| 1984        | タイトロープ Tightrope                                                                  |      | ○    |           | ○    |                                                                     | 山田康雄（フジテレビ版、テレビ朝日版）                                                                         |
| 1984        | シティヒート City Heat                                                                  |      |      | ○[I]      | ○    |                                                                     | 山田康雄（フジテレビ版、テレビ朝日版）                                                                         |
| 1985        | 世にも不思議なアメージング・ストーリー Amazing Stories: Segment "Venessa in the Garden" | ○    |      |           |      |                                                                     | |
| 1985        | ペイルライダー Pale Rider                                                               | ○    | ○    |           | ○    |                                                                     | 山田康雄（TBS版）                                                                                              |
| 1986        | ハートブレイク・リッジ 勝利の戦場 Heartbreak Ridge                                      | ○    | ○    | ○[II]     | ○    |                                                                     | 山田康雄（TBS版、テレビ朝日版）                                                                                |
| 1988        | ダーティハリー5 The Dead Pool                                                           |      |      |           | ○    |                                                                     | 山田康雄（TBS版）                                                                                              |
| 1988        | バード Bird                                                                             | ○    | ○    |           |      |                                                                     | |
| 1988        | セロニアス・モンク ストレート・ノー・チェイサー Thelonious Monk: Straight, No Chaser    |      | ○    |           |      | セロニアス・モンクの記録映画                                        | |
| 1989        | ピンク・キャデラック Pink Cadillac                                                      |      |      |           | ○    |                                                                     | 山田康雄（ソフト版、TBS版） 納谷六朗（機内上映版）                                                             |
| 1990        | ホワイトハンター ブラックハート White Hunter Black Heart                                | ○    | ○    |           | ○    |                                                                     | 山田康雄 |
| 1990        | ルーキー The Rookie                                                                     | ○    |      |           | ○    |                                                                     | 山田康雄（ソフト版、TBS版）                                                                                    |
| 1992        | 許されざる者 Unforgiven                                                                 | ○    | ○    |           | ○    |                                                                     | 山田康雄（ソフト版） 瑳川哲朗（テレビ朝日版）                                                                  |
| 1993        | ザ・シークレット・サービス In the Line of Fire                                          |      |      |           | ○    |                                                                     | 山田康雄（ソフト版） 野沢那智（テレビ朝日版）                                                                  |
| 1993        | パーフェクト・ワールド A Perfect World                                                  | ○    |      | ○[III]    | ○    |                                                                     | 山田康雄（ソフト版） 黒沢年雄（テレビ東京版）                                                                  |
| 1995        | キャスパー Casper                                                                       |      |      |           | ○    | カメオ出演                                                          | 後藤哲夫（DVD・BD版） 仲野裕（VHS版） TBA（日本テレビ版）                                                      |
| 1995        | マディソン郡の橋 The Bridges of Madison Country                                         | ○    | ○    | ○[III]    | ○    |                                                                     | 夏八木勲（ソフト版） 伊藤孝雄（日本テレビ版）                                                                  |
| 1995        | ヘンリエッタに降る星 The Stars Fell on Henrietta                                        |      | ○    |           |      |                                                                     | |
| 1997        | 真夜中のサバナ Midnight in the Garden of Good and Evil                                  | ○    | ○    |           |      |                                                                     | |
| 1997        | 目撃 Absolute Power                                                                     | ○    | ○    | ○[III]    | ○    |                                                                     | 納谷悟朗（ソフト版） 野沢那智（テレビ朝日版）                                                                  |
| 1999        | トゥルー・クライム True Crime                                                           | ○    | ○    | ○[II]     | ○    | 主題歌「ホワイ・シュッド・アイ・ケア」作曲                          | 小林清志（ソフト版） 野沢那智（日本テレビ版）                                                                  |
| 2000        | スペース カウボーイ Space Cowboys                                                       | ○    | ○    |           | ○    |                                                                     | 小林清志（ソフト版） 野沢那智（日本テレビ版）                                                                  |
| 2002        | ブラッド・ワーク Blood Work                                                             | ○    | ○    |           | ○    |                                                                     | 小林清志（ソフト版） 瑳川哲朗（テレビ東京版）                                                                  |
| 2003        | ミスティック・リバー Mystic River                                                       | ○    | ○    | ○[IV]     |      |                                                                     | |
| 2003        | ピアノ・ブルース Piano Blues                                                            | ○    | ○    |           |      |                                                                     | |
| 2004        | ミリオンダラー・ベイビー Million Dollar Baby                                            | ○    | ○    | ○[IV]     | ○    |                                                                     | 樋浦勉（ソフト版） 瑳川哲朗（テレビ東京版）                                                                    |
| 2006        | 父親たちの星条旗 Flags of Our Fathers                                                   | ○    | ○    | ○[II][IV] |      |                                                                     | |
| 2006        | 硫黄島からの手紙 Letters from Iwo Jima                                                  | ○    | ○    |           |      |                                                                     | |
| 2007        | さよなら。いつかわかること Grace is Gone                                                |      |      | ○[II][IV] |      |                                                                     | |
| 2008        | チェンジリング Changeling                                                               | ○    | ○    | ○[IV]     |      |                                                                     | |
| 2008        | グラン・トリノ Gran Torino                                                              | ○    | ○    | ○[II]     | ○    |                                                                     | 滝田裕介 |
| 2009        | インビクタス/負けざる者たち Invictus                                                    | ○    | ○    |           |      |                                                                     | |
| 2010        | ヒア アフター Hereafter                                                                 | ○    | ○    | ○         |      |                                                                     | |
| 2011        | J・エドガー J. Edgar                                                                    | ○    | ○    | ○         |      |                                                                     | |
| 2012        | 人生の特等席 Trouble with the Curve                                                     |      | ○    |           | ○    |                                                                     | 納谷六朗 |
| 2014        | ジャージー・ボーイズ Jersey Boys                                                        | ○    |      |           |      |                                                                     | |
| 2014        | アメリカン・スナイパー American Sniper                                                  | ○    | ○    | ○[III]    |      |                                                                     | |
| 2016        | ハドソン川の奇跡 Sully                                                                  | ○    | ○    | ○[III]    |      |                                                                     | |
| 2017        | 15時17分、パリ行き The 15:17 to Paris                                                   | ○    | ○    |           |      | 「タリス銃乱射事件」の映画化                                        | |
| 2018        | 運び屋 The Mule                                                                         | ○    | ○    |           | ○    |                                                                     | 多田野曜平（ソフト版） 伊武雅刀（BSテレ東版）                                                                  |
| 2019        | リチャード・ジュエル Richard Jewell                                                     | ○    | ○    |           |      |                                                                     | |
| 2021        | クライ・マッチョ Cry Macho                                                              | ○    | ○    |           | ○    |                                                                     | 多田野曜平 |
| 2024        | 陪審員2番 Juror #2                                                                      | ◯    |      |           |      |                                                                     | |

- I  演奏者で参加
- II  作詞で参加
- III  作曲で参加
- IV  音楽を担当

## 端役出演作品
1954年
- 『半魚人の逆襲／REVENGE OF THE CREATURE』...研究員ジェニングス役（uncredited）◇俳優デビュー <DVD化>

1955年
- TV.movie『Allen in Movieland』...Orderly役
- 『Francis in the Navy』...水夫ジョネシー役
- 『Lady Godiva of Coventry』...サクソン人役（uncredited）
- 『世紀の怪物/タランチュラの襲撃／TARANTULA!』...空軍戦闘機の隊長役（uncredited）<DVD化>

1956年
- 『Never Say Goodbye』...Ｘ線研究所の助手役（uncredited）
- TV『ハイウェイ・パトロール Season1:#27.Motorcycle A』
- 『Star in the Dust』...牧童役（uncredited）
- 『最初の女セールスマン／THE FIRST TRAVELING SALESLADY』...兵隊ジャック・ライス役
- 『全艦発進せよ／Away All Boats』軍医兵役（uncredited）
- TV『Death Valley Days Season5:#07.The Last Letter』
- 『底抜け西部へ行く／PARDNERS』...町の青年役 ◇「夕陽のガンマン」コンビ、リーバン・Ｖ・クリーフも脇役出演。

1957年
- TV『West Point Season1:#22.White Fury』
- 『二人の可愛い逃亡者／ESCAPADE IN JAPAN』...パイロット:ダンボ役
- TV『Navy Log Season3:#17.The Lonely Watch』

1958年
- 『壮烈！外人部隊／LAFAYETTE ESCADRILLE』...パイロット役
- 『Ambush at Cimarron Pass』...キース・ウィリアムズ役

1959年
- TV『マーベリック Season2:#19.Duel at Sundown』

1962年
- TV『ミスター・エド Season2:#25.Clint Eastwood Meets Mister Ed』

## 受賞歴
| 賞                                     | 年     | 部門                         | 作品                                      | 結果       |
| -------------------------------------- | ------ | ---------------------------- | ----------------------------------------- | ---------- |
| ゴールデングローブ賞                   | 1970年 | ヘンリエッタ賞               | -                                         | 受賞       |
| ゴールデングローブ賞                   | 1987年 | セシル・B・デミル賞          | -                                         | 受賞       |
| ゴールデングローブ賞                   | 1988年 | 監督賞                       | 『バード』                                | 受賞       |
| ゴールデングローブ賞                   | 1992年 | 作品賞 (ドラマ部門)          | 『許されざる者』                          | ノミネート |
| ゴールデングローブ賞                   | 1992年 | 監督賞                       | 『許されざる者』                          | 受賞       |
| ゴールデングローブ賞                   | 2003年 | 作品賞 (ドラマ部門)          | 『ミスティック・リバー』                  | ノミネート |
| ゴールデングローブ賞                   | 2003年 | 監督賞                       | 『ミスティック・リバー』                  | ノミネート |
| ゴールデングローブ賞                   | 2004年 | 作品賞 (ドラマ部門)          | 『ミリオンダラー・ベイビー』              | ノミネート |
| ゴールデングローブ賞                   | 2004年 | 監督賞                       | 『ミリオンダラー・ベイビー』              | 受賞       |
| ゴールデングローブ賞                   | 2004年 | 作曲賞                       | 『ミリオンダラー・ベイビー』              | ノミネート |
| ゴールデングローブ賞                   | 2006年 | 監督賞                       | 『父親たちの星条旗』                      | ノミネート |
| ゴールデングローブ賞                   | 2006年 | 監督賞                       | 『硫黄島からの手紙』                      | ノミネート |
| ゴールデングローブ賞                   | 2006年 | 外国語映画賞                 | 『硫黄島からの手紙』                      | 受賞       |
| ゴールデングローブ賞                   | 2007年 | 作曲賞                       | 『さよなら。いつかわかること』            | ノミネート |
| ゴールデングローブ賞                   | 2008年 | 作曲賞                       | 『チェンジリング』                        | ノミネート |
| ゴールデングローブ賞                   | 2009年 | 監督賞                       | 『インビクタス/負けざる者たち』           | ノミネート |
| カンヌ国際映画祭                       | 1988年 | フランス映画高等技術委員会賞 | 『バード』                                | 受賞       |
| カンヌ国際映画祭                       | 2003年 | 金の馬車賞                   | -                                         | 受賞       |
| カンヌ国際映画祭                       | 2008年 | 特別賞                       | -                                         | 受賞       |
| カンヌ国際映画祭                       | 2009年 | パルム・ドール・ドヌール     | -                                         | 受賞       |
| ニューヨーク映画批評家協会賞           | 1988年 | 監督賞                       | 『バード』                                | 次点       |
| ニューヨーク映画批評家協会賞           | 1992年 | 作品賞                       | 『許されざる者』                          | 次点       |
| ニューヨーク映画批評家協会賞           | 1992年 | 監督賞                       | 『許されざる者』                          | 次点       |
| ニューヨーク映画批評家協会賞           | 2003年 | 作品賞                       | 『ミスティック・リバー』                  | 次点       |
| ニューヨーク映画批評家協会賞           | 2004年 | 作品賞                       | 『ミリオンダラー・ベイビー』              | 次点       |
| ニューヨーク映画批評家協会賞           | 2004年 | 監督賞                       | 『ミリオンダラー・ベイビー』              | 受賞       |
| ニューヨーク映画批評家協会賞           | 2004年 | 主演男優賞                   | 『ミリオンダラー・ベイビー』              | 次点       |
| ニューヨーク映画批評家協会賞           | 2006年 | 作品賞                       | 『硫黄島からの手紙』                      | 次点       |
| ニューヨーク映画批評家協会賞           | 2008年 | 主演男優賞                   | 『グラン・トリノ』                        | 次点       |
| セザール賞                             | 1989年 | 外国映画賞                   | 『バード』                                | ノミネート |
| セザール賞                             | 1996年 | 外国映画賞                   | 『マディソン郡の橋』                      | ノミネート |
| セザール賞                             | 1998年 | 名誉賞                       | -                                         | 受賞       |
| セザール賞                             | 2004年 | 外国映画賞                   | 『ミスティック・リバー』                  | 受賞       |
| セザール賞                             | 2006年 | 外国映画賞                   | 『ミリオンダラー・ベイビー』              | 受賞       |
| セザール賞                             | 2010年 | 外国映画賞                   | 『グラン・トリノ』                        | 受賞       |
| セザール賞                             | 2011年 | 外国映画賞                   | 『インビクタス/負けざる者たち』           | ノミネート |
| アカデミー賞                           | 1992年 | 作品賞                       | 『許されざる者』                          | 受賞       |
| アカデミー賞                           | 1992年 | 監督賞                       | 『許されざる者』                          | 受賞       |
| アカデミー賞                           | 1992年 | 主演男優賞                   | 『許されざる者』                          | ノミネート |
| アカデミー賞                           | 1994年 | アービング・G・タルバーグ賞  | -                                         | 受賞       |
| アカデミー賞                           | 2003年 | 作品賞                       | 『ミスティック・リバー』                  | ノミネート |
| アカデミー賞                           | 2003年 | 監督賞                       | 『ミスティック・リバー』                  | ノミネート |
| アカデミー賞                           | 2004年 | 作品賞                       | 『ミリオンダラー・ベイビー』              | 受賞       |
| アカデミー賞                           | 2004年 | 監督賞                       | 『ミリオンダラー・ベイビー』              | 受賞       |
| アカデミー賞                           | 2004年 | 主演男優賞                   | 『ミリオンダラー・ベイビー』              | ノミネート |
| アカデミー賞                           | 2006年 | 作品賞                       | 『硫黄島からの手紙』                      | ノミネート |
| アカデミー賞                           | 2006年 | 監督賞                       | 『硫黄島からの手紙』                      | ノミネート |
| アカデミー賞                           | 2014年 | 作品賞                       | 『アメリカン・スナイパー』                | ノミネート |
| 英国アカデミー賞                       | 1992年 | 作品賞                       | 『許されざる者』                          | ノミネート |
| 英国アカデミー賞                       | 1992年 | 監督賞                       | 『許されざる者』                          | ノミネート |
| 英国アカデミー賞                       | 2008年 | 監督賞                       | 『チェンジリング』                        | ノミネート |
| 全米監督協会賞                         | 1992年 | 長編映画監督賞               | 『許されざる者』                          | 受賞       |
| 全米監督協会賞                         | 2003年 | 長編映画監督賞               | 『ミスティック・リバー』                  | ノミネート |
| 全米監督協会賞                         | 2004年 | 長編映画監督賞               | 『ミリオンダラー・ベイビー』              | 受賞       |
| 全米監督協会賞                         | 2006年 | 生涯功労賞                   | -                                         | 受賞       |
| 全米監督協会賞                         | 2014年 | 長編映画監督賞               | 『アメリカン・スナイパー』                | ノミネート |
| 全米映画批評家協会賞                   | 1992年 | 作品賞                       | 『許されざる者』                          | 受賞       |
| 全米映画批評家協会賞                   | 1992年 | 監督賞                       | 『許されざる者』                          | 受賞       |
| 全米映画批評家協会賞                   | 1992年 | 主演男優賞                   | 『許されざる者』                          | 2位        |
| 全米映画批評家協会賞                   | 2003年 | 作品賞                       | 『ミスティック・リバー』                  | 2位        |
| 全米映画批評家協会賞                   | 2003年 | 監督賞                       | 『ミスティック・リバー』                  | 受賞       |
| 全米映画批評家協会賞                   | 2004年 | 作品賞                       | 『ミリオンダラー・ベイビー』              | 受賞       |
| 全米映画批評家協会賞                   | 2004年 | 監督賞                       | 『ミリオンダラー・ベイビー』              | 3位        |
| 全米映画批評家協会賞                   | 2004年 | 主演男優賞                   | 『ミリオンダラー・ベイビー』              | 3位        |
| 全米映画批評家協会賞                   | 2006年 | 作品賞                       | 『硫黄島からの手紙』                      | 3位        |
| 全米映画批評家協会賞                   | 2008年 | 主演男優賞                   | 『グラン・トリノ』                        | 3位        |
| ロサンゼルス映画批評家協会賞           | 1992年 | 作品賞                       | 『許されざる者』                          | 受賞       |
| ロサンゼルス映画批評家協会賞           | 1992年 | 監督賞                       | 『許されざる者』                          | 受賞       |
| ロサンゼルス映画批評家協会賞           | 1992年 | 主演男優賞                   | 『許されざる者』                          | 受賞       |
| ロサンゼルス映画批評家協会賞           | 2003年 | 監督賞                       | 『ミスティック・リバー』                  | 次点       |
| ロサンゼルス映画批評家協会賞           | 2004年 | 作品賞                       | 『ミリオンダラー・ベイビー』              | 次点       |
| ロサンゼルス映画批評家協会賞           | 2006年 | 作品賞                       | 『硫黄島からの手紙』                      | 受賞       |
| ロサンゼルス映画批評家協会賞           | 2006年 | 監督賞                       | 『硫黄島からの手紙』 『父親たちの星条旗』 | ノミネート |
| ボストン映画批評家協会賞               | 1992年 | 作品賞                       | 『許されざる者』                          | 受賞       |
| ボストン映画批評家協会賞               | 2003年 | 作品賞                       | 『ミスティック・リバー』                  | 受賞       |
| ダラス・フォートワース映画批評家協会賞 | 1992年 | 作品賞                       | 『許されざる者』                          | 受賞       |
| ダラス・フォートワース映画批評家協会賞 | 1992年 | 監督賞                       | 『許されざる者』                          | 受賞       |
| ダラス・フォートワース映画批評家協会賞 | 2004年 | 作品賞                       | 『ミリオンダラー・ベイビー』              | 受賞       |
| ロンドン映画批評家協会賞               | 1992年 | 作品賞                       | 『許されざる者』                          | 受賞       |
| ロンドン映画批評家協会賞               | 2003年 | 監督賞                       | 『ミスティック・リバー』                  | 受賞       |
| フォトグラマス・デ・プラータ           | 1992年 | 外国語映画賞                 | 『許されざる者』                          | 受賞       |
| フォトグラマス・デ・プラータ           | 1995年 | 外国語映画賞                 | 『マディソン郡の橋』                      | 受賞       |
| フォトグラマス・デ・プラータ           | 2003年 | 外国語映画賞                 | 『ミスティック・リバー』                  | 受賞       |
| フォトグラマス・デ・プラータ           | 2005年 | 外国語映画賞                 | 『ミリオンダラー・ベイビー』              | 受賞       |
| フォトグラマス・デ・プラータ           | 2009年 | 外国語映画賞                 | 『グラン・トリノ』                        | 受賞       |
| キネマ旬報ベスト・テン                 | 1993年 | 外国映画ベスト・テン         | 『許されざる者』                          | 1位        |
| キネマ旬報ベスト・テン                 | 1993年 | 外国映画監督賞               | 『許されざる者』                          | 受賞       |
| キネマ旬報ベスト・テン                 | 1995年 | 外国映画監督賞               | 『マディソン郡の橋』                      | 受賞       |
| キネマ旬報ベスト・テン                 | 2000年 | 外国映画ベスト・テン         | 『スペース・カウボーイ』                  | 1位        |
| キネマ旬報ベスト・テン                 | 2004年 | 外国映画ベスト・テン         | 『ミスティック・リバー』                  | 1位        |
| キネマ旬報ベスト・テン                 | 2004年 | 外国映画監督賞               | 『ミスティック・リバー』                  | 受賞       |
| キネマ旬報ベスト・テン                 | 2005年 | 外国映画ベスト・テン         | 『ミリオンダラー・ベイビー』              | 1位        |
| キネマ旬報ベスト・テン                 | 2005年 | 外国映画監督賞               | 『ミリオンダラー・ベイビー』              | 受賞       |
| キネマ旬報ベスト・テン                 | 2006年 | 外国映画ベスト・テン         | 『父親たちの星条旗』                      | 1位        |
| キネマ旬報ベスト・テン                 | 2006年 | 外国映画監督賞               | 『父親たちの星条旗』 『硫黄島からの手紙』 | 受賞       |
| キネマ旬報ベスト・テン                 | 2009年 | 外国映画ベスト・テン         | 『グラン・トリノ』                        | 1位        |
| キネマ旬報ベスト・テン                 | 2009年 | 外国映画監督賞               | 『グラン・トリノ』 『チェンジリング』     | 受賞       |
| キネマ旬報ベスト・テン                 | 2014年 | 外国映画ベスト・テン         | 『ジャージー・ボーイズ』                  | 1位        |
| キネマ旬報ベスト・テン                 | 2014年 | 外国映画監督賞               | 『ジャージー・ボーイズ』                  | 受賞       |
| キネマ旬報ベスト・テン                 | 2016年 | 外国映画ベスト・テン         | 『ハドソン川の奇跡』                      | 1位        |
| キネマ旬報ベスト・テン                 | 2016年 | 外国映画監督賞               | 『ハドソン川の奇跡』                      | 受賞       |
| 毎日映画コンクール                     | 1993年 | 外国映画ベストワン賞         | 『許されざる者』                          | 受賞       |
| 毎日映画コンクール                     | 2000年 | 外国映画ベストワン賞         | 『スペース・カウボーイ』                  | 受賞       |
| 毎日映画コンクール                     | 2004年 | 外国映画ベストワン賞         | 『ミスティック・リバー』                  | 受賞       |
| 毎日映画コンクール                     | 2006年 | 外国映画ベストワン賞         | 『父親たちの星条旗』                      | 受賞       |
| 毎日映画コンクール                     | 2009年 | 外国映画ベストワン賞         | 『グラン・トリノ』                        | 受賞       |
| 毎日映画コンクール                     | 2016年 | 外国映画ベストワン賞         | 『ハドソン川の奇跡』                      | 受賞       |
| 英国映画協会                           | 1993年 | BFIフェローシップ賞          | -                                         | 受賞       |
| ブルーリボン賞                         | 1995年 | 外国作品賞                   | 『マディソン郡の橋』                      | 受賞       |
| ブルーリボン賞                         | 2004年 | 外国作品賞                   | 『ミスティック・リバー』                  | 受賞       |
| ブルーリボン賞                         | 2005年 | 外国作品賞                   | 『ミリオンダラー・ベイビー』              | 受賞       |
| AFI賞                                  | 1996年 | 生涯功労賞                   | -                                         | 受賞       |
| リンカーン・センター映画協会           | 1996年 | チャップリン賞               | -                                         | 受賞       |
| ナショナル・ボード・オブ・レビュー賞   | 1999年 | 功労賞                       | -                                         | 受賞       |
| ナショナル・ボード・オブ・レビュー賞   | 2003年 | 作品賞                       | 『ミスティック・リバー』                  | 受賞       |
| ナショナル・ボード・オブ・レビュー賞   | 2004年 | 特別業績賞                   | 『ミリオンダラー・ベイビー』              | 受賞       |
| ナショナル・ボード・オブ・レビュー賞   | 2006年 | 作品賞                       | 『硫黄島からの手紙』                      | 受賞       |
| ナショナル・ボード・オブ・レビュー賞   | 2008年 | 男優賞                       | 『グラン・トリノ』                        | 受賞       |
| ナショナル・ボード・オブ・レビュー賞   | 2009年 | 監督賞                       | 『インビクタス/負けざる者たち』           | 受賞       |
| ナショナル・ボード・オブ・レビュー賞   | 2014年 | 監督賞                       | 『アメリカン・スナイパー』                | 受賞       |
| ヴェネツィア国際映画祭                 | 2000年 | 栄誉金獅子賞                 | -                                         | 受賞       |
| サンフランシスコ国際映画祭             | 2001年 | 黒澤明賞                     | -                                         | 受賞       |
| 全米映画俳優組合賞                     | 2002年 | 生涯功労賞                   | -                                         | 受賞       |
| 全米映画俳優組合賞                     | 2004年 | キャスト賞                   | 『ミリオンダラー・ベイビー』              | ノミネート |
| クリティクス・チョイス・アワード       | 2003年 | 生涯功労賞                   | -                                         | 受賞       |
| クリティクス・チョイス・アワード       | 2006年 | 外国語映画賞                 | 『硫黄島からの手紙』                      | 受賞       |
| シカゴ映画批評家協会賞                 | 2004年 | 監督賞                       | 『ミリオンダラー・ベイビー』              | 受賞       |
| サンディエゴ映画批評家協会賞           | 2004年 | 監督賞                       | 『ミリオンダラー・ベイビー』              | 受賞       |
| サンディエゴ映画批評家協会賞           | 2004年 | 作曲賞                       | 『ミリオンダラー・ベイビー』              | 受賞       |
| サンディエゴ映画批評家協会賞           | 2006年 | 作品賞                       | 『硫黄島からの手紙』                      | 受賞       |
| サンディエゴ映画批評家協会賞           | 2006年 | 監督賞                       | 『硫黄島からの手紙』                      | 受賞       |
| ダヴィッド・ディ・ドナテッロ賞         | 2005年 | 外国映画賞                   | 『ミリオンダラー・ベイビー』              | 受賞       |
| ダヴィッド・ディ・ドナテッロ賞         | 2009年 | 外国映画賞                   | 『グラン・トリノ』                        | 受賞       |
| ダヴィッド・ディ・ドナテッロ賞         | 2011年 | 外国映画賞                   | 『ヒア アフター』                         | 受賞       |
| ナストロ・ダルジェント賞               | 2006年 | 外国監督賞                   | 『ミリオンダラー・ベイビー』              | 受賞       |
| ナストロ・ダルジェント賞               | 2007年 | 非ヨーロッパ映画賞           | 『硫黄島からの手紙』                      | 受賞       |
| ナストロ・ダルジェント賞               | 2009年 | 非ヨーロッパ映画賞           | 『グラン・トリノ』                        | 受賞       |
| ナストロ・ダルジェント賞               | 2011年 | 非ヨーロッパ映画賞           | 『ヒア アフター』                         | 受賞       |
| 日本アカデミー賞                       | 2006年 | 外国作品賞                   | 『ミリオンダラー・ベイビー』              | 受賞       |
| 日本アカデミー賞                       | 2007年 | 外国作品賞                   | 『父親たちの星条旗』                      | 受賞       |
| 日本アカデミー賞                       | 2008年 | 外国作品賞                   | 『硫黄島からの手紙』                      | 受賞       |
| 日本アカデミー賞                       | 2010年 | 外国作品賞                   | 『グラン・トリノ』                        | 受賞       |
| 日本アカデミー賞                       | 2016年 | 外国作品賞                   | 『アメリカン・スナイパー』                | 受賞       |
| 日本アカデミー賞                       | 2017年 | 外国作品賞                   | 『ハドソン川の奇跡』                      | 受賞       |
| ボディル賞                             | 2008年 | アメリカ映画賞               | 『硫黄島からの手紙』                      | 受賞       |
| 京都国際映画祭                         | 2014年 | モスト・リスペクト賞         | -                                         | 受賞       |

## 日本語吹き替え

### 専属声優（フィックス）
山田康雄 （イーストウッド公認の専属声優）
1959年の『ローハイド』放送開始時にイーストウッド演じるロディの吹き替えに抜擢されて以降、死去する1995年まで専属で担当。本人曰く『ローハイド』は「オーディションで決まった」とのこと。死後においても「クリント・イーストウッドといえば山田康雄」と世間から認知されるほど有名になる。1962年のイーストウッド来日時には対面・対談が実現、その際には本人からも公認されており、その後しばらくは文通もしていたりと交流もあったといい、テレビ放送だけではなく、ビデオソフト用の吹き替えも初期から担当していた。最後に担当した作品はソフトでは『パーフェクト・ワールド』、テレビ放送では『ハートブレイク・リッジ 勝利の戦場』（テレビ朝日版。初回放送日である1995年2月26日の直前である2月17日に脳出血で倒れ、意識不明のまま3月19日に死去）となった。
山田本人は生前「『ローハイド』の頃のイーストウッドはナイーヴな青年といった感じだったが、その後の彼はどんどん男臭い俳優になったので、軽い僕には合わない」と謙遜することもあった一方で、『ルーキー』の吹き替え収録時、台本を見た山田がスタジオに来て即座に「これはイーストウッドの台詞じゃない！」と意見したエピソードがあるなど誰よりもイーストウッドを理解していたと思われ、本人も収録時にイーストウッドと逢うと「何故かホッとする」と「好き嫌いやキャラクターを突き抜けた何かがある」ことを語っていた。
山田の没後、暫くの間は正式な専属吹き替え声優は決められず、作品ごとに全く異なる声優が担当する状況へとなっていたが、現在のところ山田と声質や演技が似ており、同じテアトル・エコーに所属する多田野曜平が担当する機会が増えている。以下は複数の作品で吹き替えを務めた人物を列挙する。

### その他の担当声優
多田野曜平
山田と声質が似ており、2009年に発売された『夕陽のガンマン』『続・夕陽のガンマン』のソフトにテレビ版吹き替えが収録される際、放送時にカットされた部分の代役として抜擢されて以降、『ダーティハリー』シリーズ、『荒野の用心棒』、『ガントレット』、『荒鷲の要塞』でもカット部分の代役として起用。その後2017年放送の『白い肌の異常な夜』イマジカBS版では全編の吹き替えを担当し、2018年公開の映画『運び屋』で予告編ナレーションを担当後、初めて新作の吹替に起用された。2021年の映画『クライ・マッチョ』でも同じく予告編ナレーションを担当し、吹替も担当した。イーストウッドを演じる際については「活き活きしている頃のイーストウッドよりも、年齢を重ねたイーストウッドの方がやりやすかったです」と話している。また、「山田さんの代役として参加した追加収録の方が、よっぽど辛いです」とも話している。
小林清志
イーストウッドの吹き替えを専任していた山田が死去して以降、『トゥルー・クライム』、『スペース・カウボーイ』など何作かのワーナー・ブラザースの配給する主演作の映像ソフト用の吹き替えを引き継いだ。山田とは『ルパン三世』など共演作が多く、山田と同様に『ローハイド』の頃から洋画吹き替えの仕事を初めており、同番組でイーストウッドの声を担当していた山田の仕事ぶりを当時からよく知っていたという。山田の持ち役だったイーストウッドを担当したことについて小林は「彼（山田）は息で喋るような人なんですよね、イーストウッドの時は。俺みたいに喉から声を出すタイプの役者じゃないんだ。あいつ（山田）の声が耳についてね…何とか彼の特徴や近い音程で喋ろうと思って苦労しましたよ」と山田の築き上げたイーストウッドの日本語版のイメージを崩さないように意識して演じたという収録当時の苦悩を『ルパン三世 Master File』Blu-ray特典映像にて回顧している。2016年、BSジャパンでイーストウッドの主演作・監督作約40本を1年半にわたり製作年順に日本語吹替で放送する企画「イーストウッド無双」が行われた際には予告・番宣のナレーションを小林が務めた。
野沢那智
1996年に『ザ・シークレット・サービス』が『日曜洋画劇場』で放送されて以降、2004年の『金曜ロードショー』で放映された『スペース・カウボーイ』までのテレビ放送版の吹き替えを担当していた。また、山田の代役として初めて吹き替えを務める際、山田の声にそっくり真似てほしいとスタッフに要求され、困惑したという逸話がある。また、上記の他に2006年11月16日に放映された『NHK クローズアップ現代+ 76歳・映画にかける 〜クリント･イーストウッド監督に聞く〜』ではイーストウッド本人のボイスオーバーを、オリンピアから発売されている『夕陽のガンマン』をベースにしたパチンコ『CR夕陽のガンマン 荒野の仕掛人』ではモンコの声を演じた。
瑳川哲朗
1996年に『許されざる者』が『日曜洋画劇場』で放送された際に新たなイーストウッドの吹替声優として抜擢されるも、1ヶ月後に放送された『ザ・シークレット・サービス』で新たに起用された野沢が一時的に定着した事によって、その後イーストウッドの吹替には起用されなかったものの、2006年に『ミリオンダラー・ベイビー』がテレビ東京で新録される際に10年越しの再登板を果たす。翌2007年の『ブラッド・ワーク』のテレビ東京版の新録でも担当。計3作でイーストウッドの吹替を担当した。
このほかにも、納谷悟朗、夏八木勲、納谷六朗、樋浦勉、山路和弘なども複数回、声を当てたことがある。

## 参考資料
- McGilligan, Patrick (1999). Clint: The Life and Legend. Harper Collins. ISBN 0-00-638354-8
- Schickel, Richard (1996). Clint Eastwood: A Biography. New York: Knopf. ISBN 978-0-679-42974-6
- Zmijewsky, Boris; Lee Pfeiffer (1982). The Films of Clint Eastwood. Secaucus, New Jersey: Citadel Press. ISBN 0-8065-0863-9
- Avery, Kevin (2011). Conversations with Clint: Paul Nelson's Lost Interviews with Clint Eastwood, 1979 - 1983. Continuum Books. ISBN 144116586X
- 『クリント・イーストウッド アウト・オブ・シャドー』ドキュメンタリー作品（ワーナー・ブラザース、監督ブルース・リッカー、2000年）

### インタビュー・伝記
- 『クリント・イーストウッド レトロスペクティブ』、序文はイーストウッド自身、公認本

リチャード・シッケル、新藤純子訳、キネマ旬報社、2010年
- 『クリント・イーストウッド 孤高の騎士』、イーストウッドの自伝インタビュー

マイケル・ヘンリー・ウィルソン編、石原陽一郎訳、「映画作家が自身を語る」フィルムアート社、2008年
- ダグラス・トンプソン『クリント・イーストウッド伝説』奥田祐士訳、白夜書房、2005年
- マーク・エリオット『クリント・イーストウッド ハリウッド最後の伝説』笹森みわこ・早川麻百合訳、早川書房、2010年
- 中条省平『クリント・イーストウッド アメリカ映画史を再生する男』朝日新聞社、2001年／ちくま文庫、2007年
- 『クリント・イーストウッド　キネ旬ムック フィルムメーカーズ13』キネマ旬報社、2000年
- 『クリント・イーストウッド　総特集　同時代を生きる英雄』「KAWADE夢ムック」河出書房新社、2014年